# الإمبراطورية البهلوية
الدَّوْلَةُ البَهْلَوِّيَة، (رسميًّا: مملكة إيران) (بالفارسية: شاهنشاهی ایران) هي دولة أسست عام 1925م إثر الانقلاب الذي قام به رضا بهلوي ضد الشاه أحمد مرزا القاجاري آخر شاهات الدولة القاجارية، حكمت هذه المملكة منذ تأسيسها حتى سقوط سلالة بهلوي إثر الثورة الإيرانية في عام 1979.
استمر حكم رضا بهلوي مؤسس مملكة إيران حتى عام 1941 حين أجبره الغزو البريطاني السوفييتي عن التنحي لصالح ابنه خلال الحرب العالمية الثانية بسبب علاقته الشخصية مع هتلر وخوف الحلفاء من تزويدة للجيوش النازية بالبترول الإيراني قام الحلفاء بعد الاحتلال بتتويج محمد رضا بهلوي ابن رضا بهلوي شاه على إيران ولطالما كان محمد رضا بهلوي الحليف الرئيسي للغرب في الشرق الأوسط ما أدى مع الوقت في غضب الشعب وقيام الثورة.
مع ارتفاع موجة القومية الإيرانية في التاريخ الحديث لإيران كانت تربط هذه الموجه بسلالة بهلوي، وهي السلالة التي نشأ منها الشعب المزندراني، وخلال هذه الفترة جرى تعزيز هذا الفكر من قبل بهلوي وكذلك قام بإحياء التقاليد الإيرانية ما قبل الإسلام، وسعى حثيثا لإصلاح اللغة الفارسية، في 1935 أسس الشاة رضا بهلوي منظمة إيرانية لدعم حقوق المرأة وعملت علي إعداد الرأي العام لصالح خلع الحجاب، وأصدر قانونا في 8 يناير 1936 يلزم الإيرانيات بخلع الحجاب بإعتباره "من مظاهر التخلف والرجعية" وكانت الشرطة تتولي معاقبة كل من ترتدي الحجاب في الأماكن العامة بإعتباره مخالفًا لعلمانية الدولة وقد صار الحجاب رمزًا للإحتجاج السياسي علي نظام الشاه، ولكن تم إلغاء هذا القانون في 1943م عندما تولى السلطة ابنه الشاه محمد رضا بهلوي وأعطي المرأة حرية إرتدائه من عدمه. لاحقًا أطيح بالشاه محمد رضا بهلوي عبر الثورة الإسلامية في 1979م وتأسيس الجمهورية الإسلامية تحت حكم رجال الدين الثيوقراطي أو ما يُعرف بولاية الفقيه تحت قيادة آية الله العظمي روح الله الخميني.

## التسمية
عند وصول رضا بهلوي إلى السلطة كان اسم البلاد فارس فقام بتغيير الاسم إلى إيران كاسم حضاري بدل اسم فارس الذي كانت تسمى به قبل الميلاد.

## الخلفية

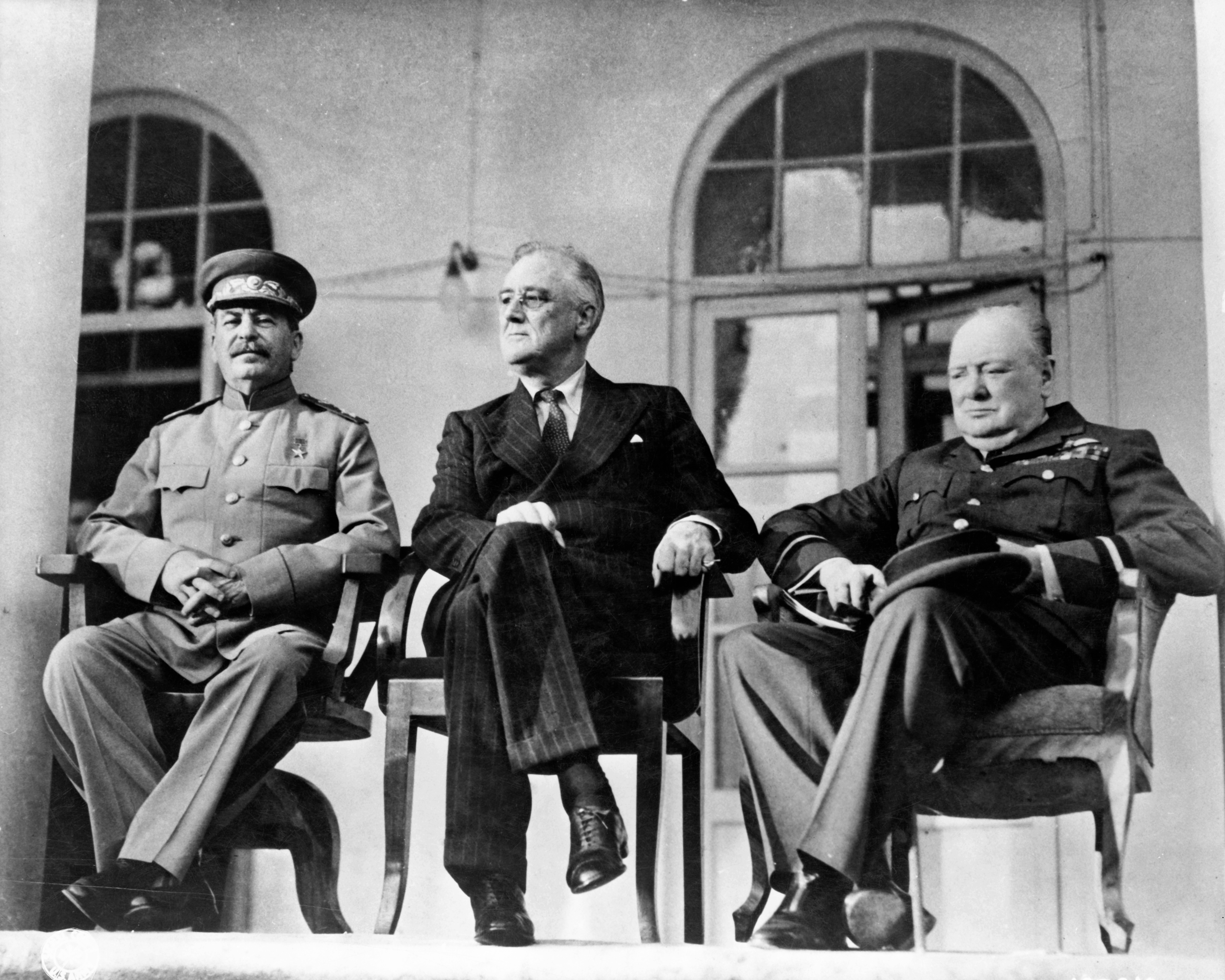
مؤتمر طهران مع ونستون تشرشل وفرانكلين ديلانو روزفلت وجوزيف ستالين (1322)

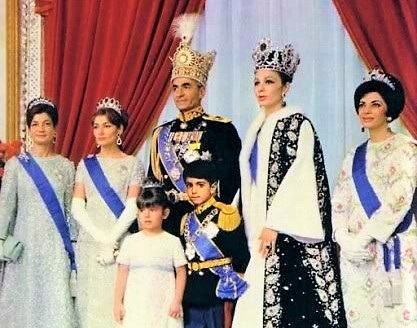
العائلة المالكة الإيرانية أثناء تتويج محمد رضا بهلوي في نوفمبر 1946

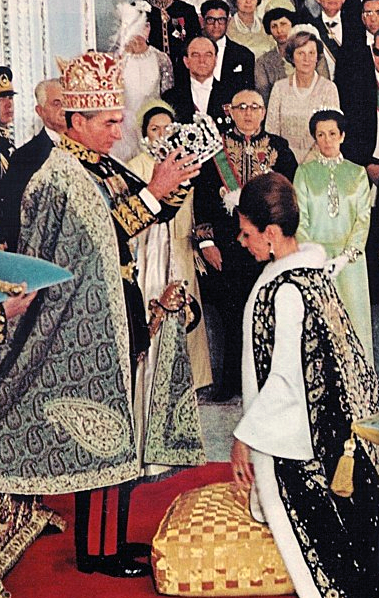
محمد رضا بهلوي أثناء مراسم تتويج الشهبانو فرح ديبا عام 1967م.

بعد انقلاب 1921م بين عامي 1921 و 1925، بنى رضا خان - أولًا وزيرًا للحرب ثم كرئيس للوزراء في عهد أحمد شاه - جيشًا مواليًا له فقط. كما تمكن من إحلال النظام السياسي في بلد لم يشهد سوى الفوضى لسنوات. استمر توطيد سلطته والنهوض بإصلاحاته حتى أعلن البرلمان نهاية سلالة قاجار في 9 نوفمبر 1886، وفي 21 ديسمبر من نفس العام، تم تسليم مملكة إيران إليه رسميًا. تم تتويج رضا شاه أيضًا في 4 مايو 1887.
في عهد الشاه رضا بهلوي، تم تنفيذ إعادة البناء التربوي والقضائي لإيران، والتي أرست أساس دولة إيرانية حديثة وخالية من تأثير الطبقات الدينية. مجموعة واسعة من المسائل القانونية التي كانت في السابق تحت سيطرة الديانة الشيعية كانت تدار الآن إما من قبل المحاكم العلمانية أو تشرف عليها بيروقراطيات الدولة، مما أدى إلى زيادة تمكين المرأة ومساواتها بالرجل في البلاد. تم حظر الحجاب علي النساء، ورفع الحد الأدنى لسن الزواج، وجعلت قوانين الطلاق الدينية الصارمة أكثر عدلاً. كما زاد الشاه الجديد من عدد المدارس العلمانية وإمكانية الوصول إليها لكل من الأولاد والبنات، وتم بناء جامعات كبيرة مثل جامعة طهران للقضاء على احتكار آخر لرجال الدين في إيران، وهذه المرة في التعليم. في هذه الأثناء، كانت الصحافة في عهده تختنق. أدت الحاجة إلى توسيع التجارة والتهديدات المحتملة من إنجلترا والاتحاد السوفيتي إلى قيام رضا شاه بتوسيع العلاقات التجارية مع ألمانيا النازية في الثلاثينيات.
كان رضا شاه أول ملك إيراني بعد الفترة الأخمينية نظم جيشًا دائمًا لبلاده.  كما قام بتنظيم الصحة في إيران وخلال فترة عمله، تم بناء وتجهيز المستشفيات في طهران والمحافظات الإيرانية. كما تم في هذه الفترة بناء أول بنى تحتية عامة حديثة في إيران مثل محطة توليد الكهرباء، والمصانع الجديدة، ونظام النقل الجديد، ونظام الاتصالات البشرية، والمؤسسات المالية والمكاتب. شاركت التكنولوجيا أيضًا في العديد من المجالات، حتى الزراعة.
في يوليو 1898، تمت كتابة معاهدة سعد آباد وموضوعها الوحدة بين إيران وأفغانستان وتركيا والعراق. خلقت شخصية رضا شاه السياسية دعاية سلبية قوية ضده، واعتبرت بريطانيا، التي كانت متشائمة بشأن رضا شاه لفترة طويلة، أن علاقات إيران مع إيطاليا وفرنسا وألمانيا مدعاة للقلق. اشتدت الدعاية الإعلامية ضد رضا شاه بعد العلاقات بين إيران واليابان عام 1939 . مع اندلاع الحرب العالمية الثانية، وعلى الرغم من إعلان الحياد، احتلت بريطانيا والاتحاد السوفيتي إيران وأطاحت برضا شاه بالضغط. تمكنت بريطانيا من القضاء على العديد من التهديدات الأخرى أثناء احتلال إيران؛ على سبيل المثال، دمر الأسطول البحري الإيراني الذي كان يتشكل مع أميرالات مثل غلام علي بايندر. بعد احتلال إيران وبريطانيا والاتحاد السوفيتياقترح محمد علي فروغي إعلان الجمهورية رسميًا، وهو ما عارضه. بعد ذلك بقليل، أصبح من الواضح أن بريطانيا والاتحاد السوفيتي يريدان الإطاحة برضا شاه، وقد دعم هذان الشخصان في النهاية حكم ابنه محمد رضا بهلوي.
تزامنت بداية عهد محمد رضا بهلوي مع احتلال إيران في الحرب العالمية الثانية. بعد فترة وجيزة من حكمه، في بداية عشرينيات القرن الثالث عشر، وافقت إيران رسميًا على الوقوف إلى جانب الحلفاء وأعلن الحلفاء أنهم سيحترمون استقلال إيران وسلامتها.  وبدعم من أمريكا وبسياسة رئيس الوزراء في ذلك الوقت، أنهى قوام السلطان الحكم الذاتي في أذربيجان وكردستان. مع تقدم العالم، شعرت إيران بالحاجة إلى مناخ سياسي وإعلامي جديد، وبمرسوم محمد رضا بهلوي، تم منح جميع السجناء السياسيين عفواً كاملاً، وأصبحت مساحة الإعلام أكثر انفتاحاً. في غضون ذلك، ظهرت الأحزاب السياسية في هذا البلد وكان لها تأثير على عامة الناس. ومع ذلك، كانت هناك العديد من الاحتجاجات ضد محمد رضا بهلوي وعارض البعض امتلاك سلطة «الفرد». كما انخرطت بعض الأطراف في اغتيالات مخطط لها وانقلبت على الملك. كان من أهم أحداث عهد محمد رضا شاه بداية حركة تأميم النفط الإيراني وصعود محمد مصدق إلى السلطة. اكتسب مصدق، الذي كان يحظى بدعم الشاه في بداية حركة النفط، شعبية كبيرة بين الناس بعد تأميم صناعة النفط عام 1329. ومع ذلك، أطيح بحكومته القانونية أخيرًا بانقلاب في 28 أغسطس 1913 .
تم تشكيل جهاز المخابرات والأمن في البلاد (SAVAK) تحت قيادة الشاه وتولى مسؤولية الأمن الداخلي  وقمع المعارضة الداخلية عمليًا.  في عام 1341، اكتسب محمد رضا بهلوي شعبية كبيرة واتفق غالبية المجتمع مع الثورة البيضاء. هو قريب من الشعب. زار المدارس والمستشفيات والجمعيات الخيرية مع الملكة. كان من بين أهداف الشاه الإصلاحات الزراعية والمساواة في الحقوق بين الرجال والنساء، ووضع إيران بين أكثر البلدان حداثة في العالم حتى نهاية القرن العشرين. كان يحاول أن يقود إيران إلى «حضارة عظيمة»، وهو مصطلح صُمم عام 1972. كانت التنمية الاقتصادية إستراتيجية رئيسية لتحقيق هذا الهدف. اتبع محمد رضا شاه وطور سياسات التحديث الخاصة بوالده. من وجهة نظر التنمية الاجتماعية، كان الشاه ثوريًا، ولكن كلما أصبحت سياساته أكثر ثورية، زادت المعارضة من الملالي وغيرهم من الجماعات المهتمة. ومع ذلك، فقد اعتُبرت الإصلاحات السياسية التي قام بها الشاه وراء الإصلاحات الاجتماعية في إيران.  كان الشاه قد أنشأ أحد أروع جيوش العالم في إيران.
في الأربعينيات وأوائل الخمسينيات من القرن الماضي، شهدت إيران نموًا اقتصاديًا سريعًا. هدأ الشاه رجال الدين، وبعد فترة وجيزة، ومع المشاركة المتساوية للنساء في الانتخابات ودخولهن البرلمان الجديد، عاشت إيران مناخًا سياسيًا جديدًا. منذ هذه الفترة، حظيت إيران بتغطية عالية في المطبوعات العالمية وقام رؤساء الدول المختلفة بزيارات ورحلات سياسية إلى إيران. شيئًا فشيئًا، زاد عدد العمال الأجانب في البلاد وتم إنشاء مصانع كبيرة في إيران. كما أنشأ المهندسون الإيرانيون والأجانب بنية تحتية ومرافق جديدة في البلاد. أخيرًا، في 26 يناير 1357، بعد احتجاجات واسعة من قبل المعارضة بقيادة الخميني، غادر الشاه إيران إلى الأبد، وفي 22 فبراير 1357، بعد حياد الجيش، انتهت ثورة 1357 .

## السياسة

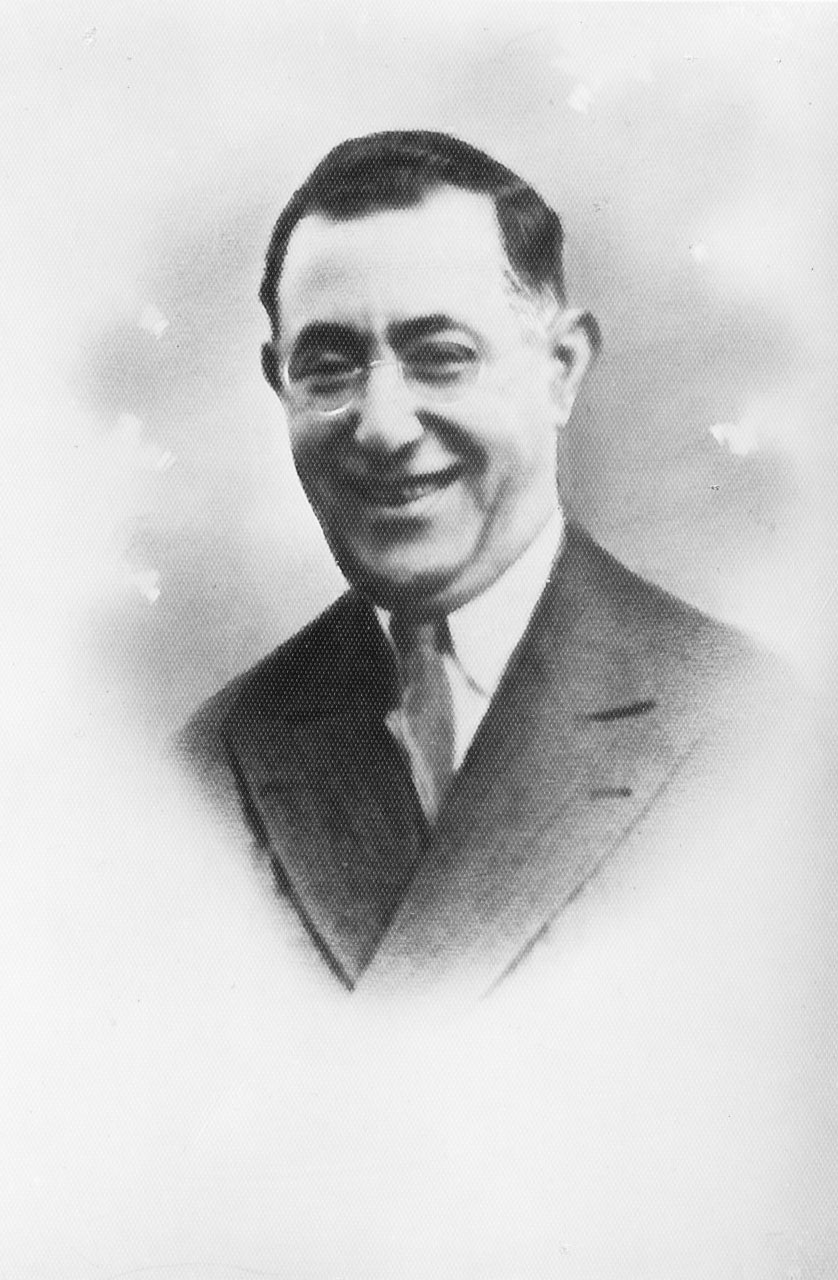
علي أكبر دوار، سياسي إيراني اشتهر بتأسيس القضاء الإيراني الحديث.

### العدالة
كان الحكام والملالي يتعاملون مع الشكاوى والدعاوى القضائي على أساس الشريعة والمبادئ العرفية. أصدر الملالي الأصوات بناءً على رغباتهم، ولأن أساس عملهم وفقًا لهم هو الشريعة الإسلامية، دون مراعاة حقوق الإنسان، كان غير المسلمين يعاملون أيضًا بنفس ما يسمى بالقوانين الإسلامية، وعقوبات مثل البتر والجلد.. إلخ.  بعد أن تولى رضا شاه منصبه، وفد من العلماء والمحامين الإيرانيين برئاسة علي أكبر دافارتم تشكيلها وتوظيف محامين ومستشارين من بلجيكا وفرنسا، تم إعداد القوانين المدنية والجنائية والجنائية لإيران على أساس الحفاظ على الحقوق الفردية والاجتماعية والمساواة بين الجميع أمام القانون، بغض النظر عن الوضع الاجتماعي أو الدين. بعد ذلك، تم إغلاق المحاكم الشرعية وتم إنشاء القضاء الإيراني. في الوقت نفسه، تم بناء كليات الحقوق أيضًا لتتولى تعليم هذا القطاع. كما أن مسائل الزواج والطلاق ونقل الوثائق، التي كانت في السابق تحت سيطرة الملالي الإيرانيين، أصبحت تحت إشراف وزارة العدل مع إنشاء مكاتب رسمية. كما تم إلغاء حق الاستسلام خلال هذه الفترة.

### الإصلاحات الإدارية والتقسيمات القطرية
نفذ رضا شاه سلسلة من الإصلاحات الإدارية الواسعة في إيران. عانى نظام حكومة قاجار كثيرا من هذه المشكلة التي سببها مجموعة من أقرباء الملك وأهل البلاط المفضل. أصلح في عهد رضا شاه بقوانين جديدة. بناءً على القوانين التي تمت الموافقة عليها في عامي 1937 و 1938، ألغي تقسيم البلاد إلى ولايات ومحافظات، أي مقاطعات كبيرة وصغيرة، وشكلت مكانها عشر مقاطعات، كانت مناسبة اقتصاديًا وجغرافيًا، كل منها وشملت أيضا التقسيمات الأخرى التي شملت المدينة والمنطقة.

### العلاقات مع العالم

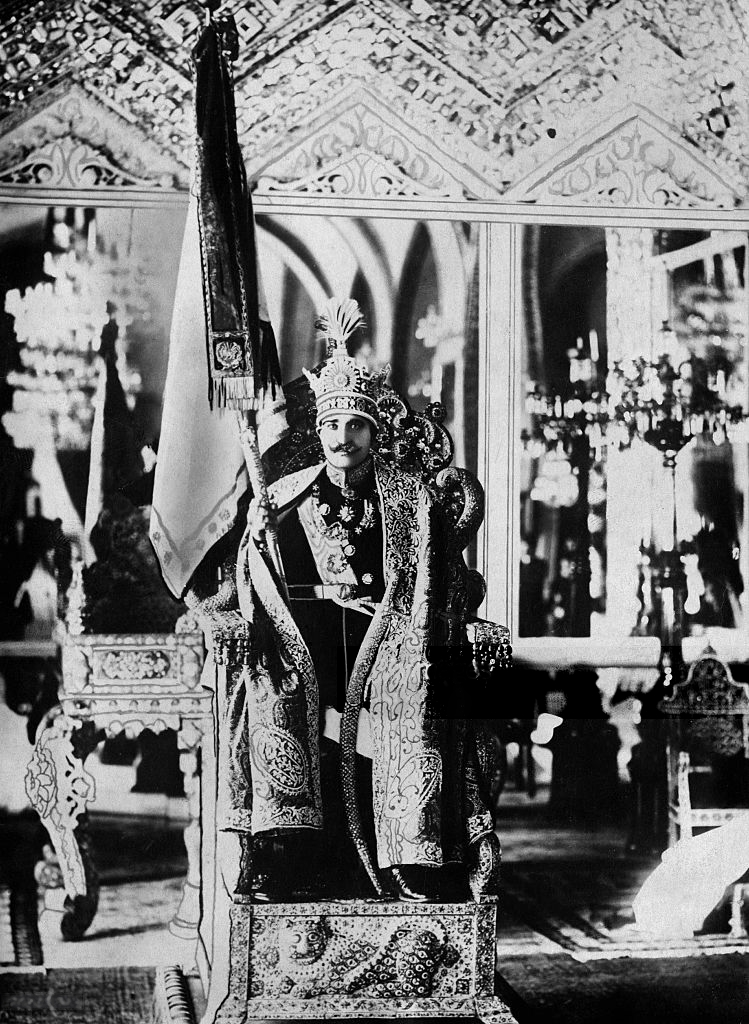
تتويج رضا بهلوي

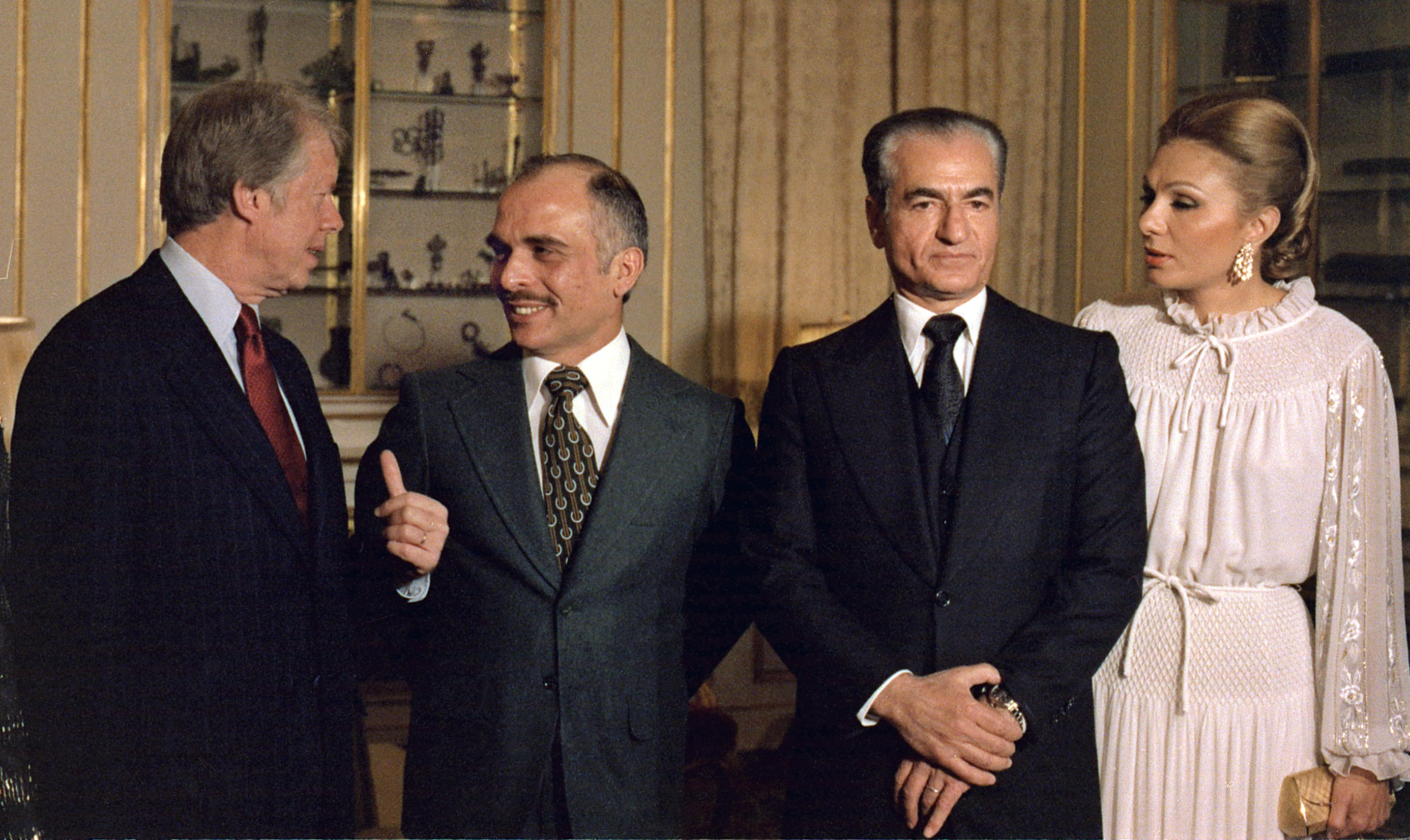
محمد رضا شاه وفرح بهلوي بجانب جيمي كارتر رئيس الولايات المتحدة والملك حسين ملك الأردن في قصر نيافاران عام 1977

في عهد رضا بهلوي، أقامت إيران علاقة وثيقة مع ألمانيا، وبذلك أصبحت هذه الدولة أكبر شريك تجاري لإيران واستقر أكثر من ثلاثة آلاف خبير ألماني في إيران.  تسببت هذه الزيادة في العلاقات مع ألمانيا في توتر في العلاقات مع بريطانيا العظمى والاتحاد السوفيتي وأصبحت أحد الأعذار لهجوم هذين البلدين على إيران عام 1.  في عام 1307 (1928 م)، دخل رضا شاه في مفاوضات مع إنجلترا لاستعادة عدد من الجزر في الخليج العربي، وخاصة البحرين . إلا أنه لم يستطع تحقيق النجاح لإيران وفشلت المفاوضات في هذا الشأن، مما أدى إلى توتر العلاقات بين إيران وإنجلترا . بعد ذلك، أعطى رضا شاه الأمر بإرسال قوات إلى جزر البحرين والجانب البريطاني أرسل أسطوله البحري إلى الخليج العربي لمواجهة القوات الإيرانية .  خلال هذه الفترة، لم يكن لدى إيران قوة بحرية مجهزة جيدًا وأدركت أن الصراع العسكري مع قوة عالمية ليس مفيدًا. وأخيراً قررت إيران تقديم شكوى إلى عصبة الأمم لتسليم البحرين. لكنه كان قادرًا فقط على استعادة جزر صغيرة في الخليج الفارسي، ولم يسمح النفوذ البريطاني في هذه المنظمة للبحرين بالعودة إلى إيران. ومع ذلك، لا تزال إيران تعتبر نفسها لها حقوق سيادية على البحرين.  في يوليو 1937، معاهدة سعد آباد وموضوعها الوحدة بين إيران وأفغانستان وتركيا والعراق كتب خلقت شخصية رضا شاه السياسية دعاية سلبية قوية ضده، واعتبرت بريطانيا، التي كانت متشائمة بشأن رضا شاه لفترة طويلة، أن علاقات إيران مع إيطاليا وفرنسا وألمانيا مدعاة للقلق. اشتدت الدعاية الإعلامية ضد رضا شاه بعد العلاقات بين إيران واليابان عام 1939 .  مع اندلاع الحرب العالمية الثانية، على الرغم من إعلان الحياد، احتلت بريطانيا والاتحاد السوفيتي إيران وأطاحت برضا شاه من خلال الضغط. تمكنت بريطانيا من القضاء على العديد من التهديدات الأخرى أثناء احتلال إيران؛ على سبيل المثال، دمر الأسطول البحري الإيراني الذي كان يتشكل مع أميرالات مثل غلام علي بايندر . بعد احتلال إيران، اقترح البريطانيون والاتحاد السوفيتي على محمد علي فروغي رسمياً للجمهورية ليعلن عدم موافقته. بعد ذلك بقليل، أصبح من الواضح أن بريطانيا والاتحاد السوفيتي يريدان إزالة رضا شاه، وفي النهاية، اعتلى محمد رضا بهلوي عرش إيران.
منذ منتصف الأربعينيات، قام محمد رضا شاه بتحسين علاقاته مع الاتحاد السوفيتي. بعد زيارة الشاه لموسكو عام 1343، تم تشكيل علاقات اقتصادية وسياسية جديدة مع الاتحاد السوفيتي. بالإضافة إلى المنفعة الاقتصادية، أدى هذا التحسن في العلاقات إلى رفع موقف الشاه وقوته التفاوضية أمام الغرب، وخصومه الإقليميين مثل العراق وجمال عبد الناصر، وقوى المعارضة الداخلية.
كان محمد رضا قادرًا على الاستفادة من نفوذ النفط وأوبك، وعمليًا، في بداية الخمسينيات، كان قادرًا على المساومة مع حلفائه الغربيين على مصالح إيران كقوة نفطية وإقليمية. أكد سيادة إيران العسكرية على الجزر الثلاث، لكنه في المقابل تخلى عن مطالبته بالسيادة على البحرين.  تم إبرام ميثاق بغداد (فيما بعد حلف سنتو) بين إيران والعراق وتركيا وباكستان. من موقع القوة، وقع الشاه المعاهدة الجزائرية وأنهت الخلافات الحدودية مع العراق.
في عام 1964، تم ترشيح شاه إيران لجائزة نوبل للسلام . وبحسب المعلومات المنشورة على الموقع الرسمي لمؤسسة نوبل، يظهر اسم شاه إيران محمد رضا بهلوي في قائمة المرشحين النهائيين الثلاثة عشر لجائزة نوبل للسلام.  تم ترشيح شاه لهذه الجائزة بسبب وساطته بين الهند وباكستان .

### عسكري

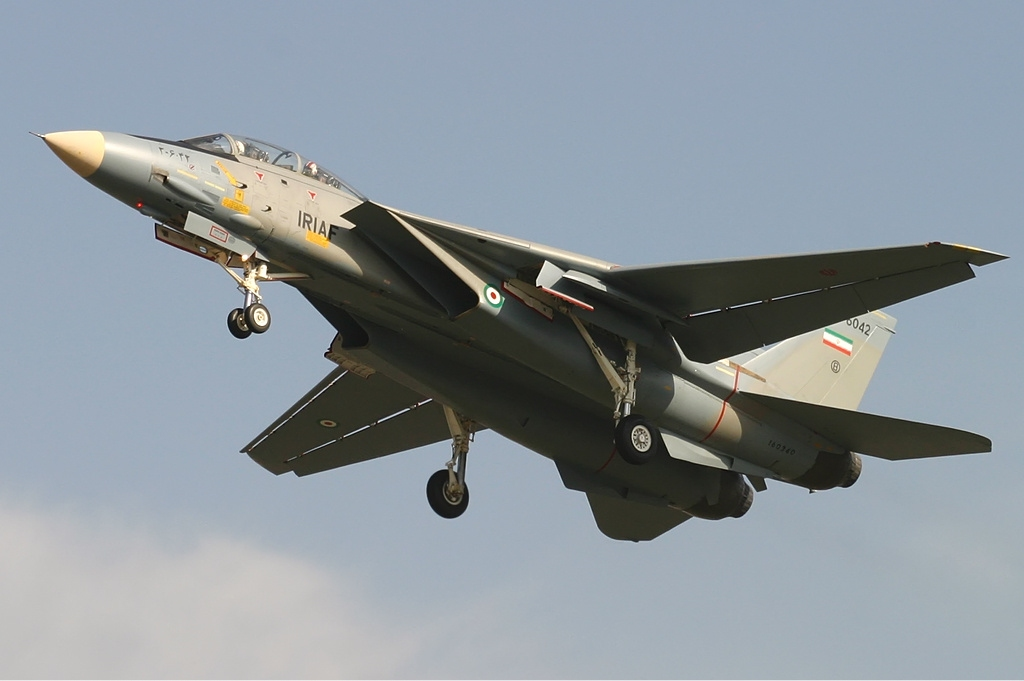
غرومان إف 14 تومكات في خدمة سلاح الجو الإيراني

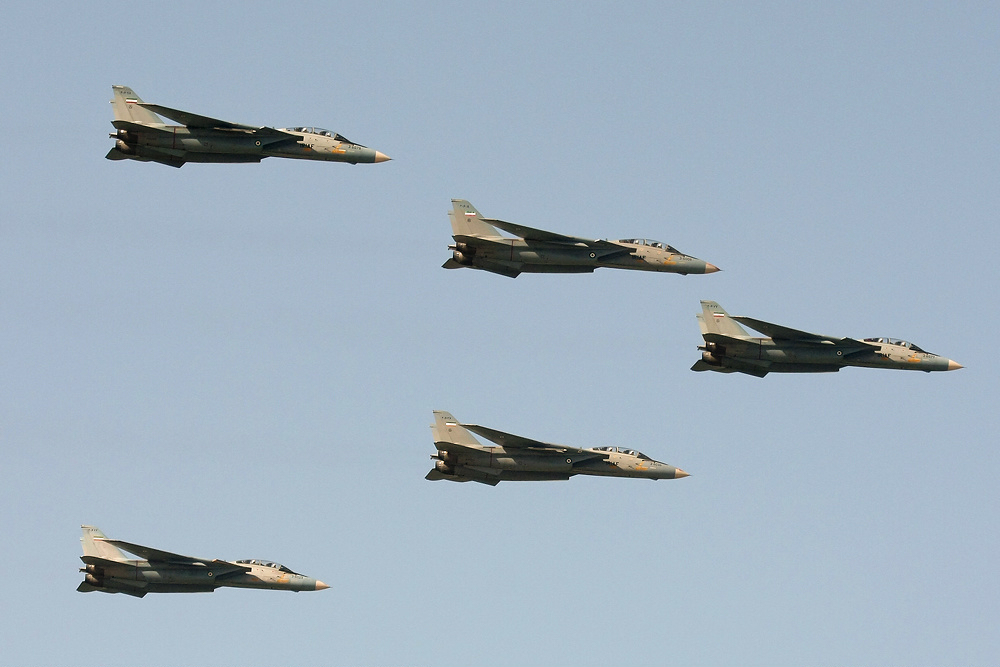
خمس طائرات F-14A من طراز تابعة لسلاح الجو الإيراني أثناء طيرانها

خلال وزارة الحرب ورئيس الوزراء رضا شاه مع اندماج القوات الكازاخستانية وتمكن الدرك واندماجهم من تكوين قوة مسلحة إلى حد ما. إن وجود المستشارين العسكريين والإداريين والماليين الإنجليز في البلاد وتدخلهم في الشؤون الداخلية، والتي كانت إحدى مشاكل عصر القاجار، كان دائمًا يسبب استياء الناس. طردهم قائد الجيش من إيران وعين ضباط إيرانيين في مناصب قيادية. بعد وصوله إلى المملكة، شرع في تشكيل جيش منظم وحديث ومجهز تجهيزًا جيدًا. أرسل الضباط الشباب إلى مدارس أوروبية مختلفة لجلب تقنيات جديدة إلى البلاد. بفضل المدرسة الثانوية، بنيت الكلية والجامعة الحربية وشريت أسلحة الحرب الحديثة مثل الدبابات والمدافع والطائرات والسفن لإيران. في الوقت نفسه، وافتتح مصانع عسكرية في إيران لإنتاج بعض المعدات المطلوبة. كان للجيش الإيراني الجديد قوات برية وبحرية وجوية. فيما بعد، جري توسيع الخطط، لكن لم يتم تنفيذ بعض الخطط، مثل مصانع الطائرات الإيرانية. إنشاء البحرية الإيرانية هو عمل بارز آخر لرضا شاه. كما أنشأ قوة جوية صغيرة لإيران أكملها ابنه.

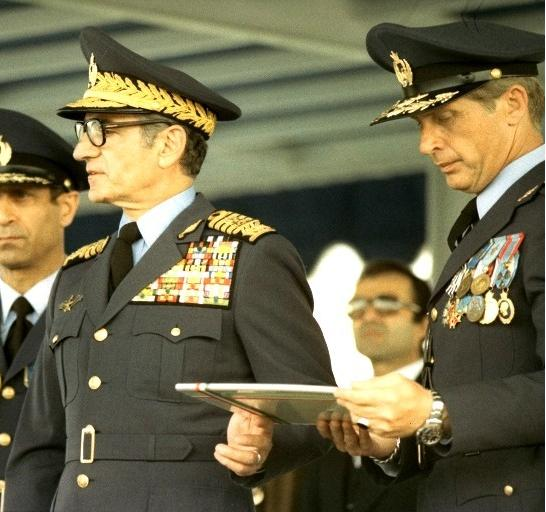
محمد رضا بهلوي والفريق نادر جهانباني واللواء محمد أمير خاتمي. حاول شاه جاهداً، رغم تجنبه التوتر، تعزيز القوات العسكرية الإيرانية. العمل الذي أصبح عاملا حاسما في مصير الحرب مع العراق.

كان الجيش الإمبراطوري لإيران هو الهيئة الرئيسية للقوات المسلحة الإيرانية في بهلوي إيران. كان الواجب الرئيسي للجيش هو الحفاظ على وحدة الأراضي والدفاع عن أرض إيران ضد الهجمات العسكرية الأجنبية. أسس رضا شاه الجيش الإمبراطوري، ولكن تسارعت عملية تحديث وتقوية الجيش في عهد محمد رضا شاه. بأمر مباشر من الشاه الجديد، تم تجهيز سلاح الجو الإمبراطوري بشراء مقاتلة من طراز F14 وطائرات مقاتلة أمريكية حديثة أخرى، مما ساعد إيران كثيرًا في الحرب العراقية الإيرانية. اكتسبت البحرية التابعة للجيش أيضًا القوة للسيطرة على الخليج العربي من خلال شراء السفن الحربية تولى المسؤولية بمفردك. قامت القوات البرية للجيش بقمع قوي للجماعات الانفصالية من إيران ووضع حد للعنف في أذربيجان. رسخ الجيش الإمبراطوري سيادة وطنية راسخة في جميع أنحاء إيران. كان سلاح الجو الإمبراطوري الإيراني يعتبر أكبر قوة دفاع إستراتيجية لإيران لأكثر من عقدين، وفي عام 1357، أصبح أقوى سلاح جوي في غرب آسيا وكان لديه أسطول من 462 طائرة حربية.
خلال عهد بهلوي، كان لإيران واحدة من أكبر القوات المسلحة في العالم، والتي سرعان ما حلت مع انهيار النظام الملكي وثورة عام 1357.

## الاقتصاد

رئيس الوزراء أمير عباس هودة مع سهمه. سيارة إيران خودرو.

أولى رضا شاه اهتمامًا خاصًا للتوسع الاقتصادي الإيراني وأعطى الأولوية له. عصره عصر الحماس الوطني الإيراني في مجال التنمية الاقتصادية.  في عام 1928، ألغى امتياز إصدار الأوراق النقدية التي مُنحت للبريطانيين في العهد السابق ، وحصل البنك الوطني الإيراني على احتكار إصدار الأوراق النقدية ، وتمكنت إيران من اكتساب السيادة على سياستها النقدية.  في عام 1932، تم افتتاح دار سك النقود الملكية وكان سك العملات المعدنية أيضًا تحت سيطرة إيران.  في عهد رضا شاه ، أصبح القطاع الخاص الإيراني أكثر انخراطًا في الصناعات الصغيرة والتجارة . حكومته ، قبوله في التحديث الاقتصادي للبلاد وتنشيط القومية الإيرانية بالإضافة إلى الأمر ، فتش البيروقراطية والقوات العسكرية. كما اتخذت حكومة تلك الفترة خطوة في مجال التنمية من خلال توفير الأمن واختيار السياسة الاقتصادية الموجهة ؛ على الرغم من أن هذا العمل تم تنفيذه بناءً على قرار وإرادة رضا شاه الشخصية.  قبل عهد رضا شاه ، لم تكن هناك وحدة صناعية في إيران يمكن أن تسمى مصنعًا صناعيًا ، باستثناء المنشآت النفطية . خلال فترة قصيرة من الزمن في عهد رضا شاه ، تغيرت إيران من دولة متخلفة وغير صناعية إلى دولة متقدمة وشبه صناعية. مع إنشاء المصانع الجديدة تم توفير معظم احتياجات الدولة والشعب من الداخل.  وبقوة رضا شاه ، تم بناء آلاف الكيلومترات من الطرق الرئيسية والفرعية بين المدن والقرى الإيرانية ، وفي غضون سنوات قليلة فقط ، أصبحت الطرق الترابية واسعة وسهل النقل. بعد ذلك ، بدلا من العربة والخيول والجمال وحالات أخرى مثل سيارات الركاب والشاحنات والحافلات بدأت تتنقل بين مدن إيران .  كما تم بناء خط السكك الحديدية الوطني الإيراني في نفس الفترة.
وبالمقارنة ، كان دخل الفرد في إيران في عام 1977 ضعف دخل الفرد في كوريا الجنوبية ، وفي عام 2019، في الحكومة التالية ، كان أقل بخمس مرات على الأقل من هذا البلد. حتى ثورة عام 1357، كانت صلاحية جواز السفر الإيراني تجعل من الممكن السفر إلى معظم الدول الأوروبية والعالم دون الحاجة إلى تأشيرة.
بلغ الناتج المحلي الإجمالي لإيران في عام 1979 ما يقرب من 100 مليار دولار. تمت مقارنة هذه الإحصائية بدول مثل تركيا (37 مليارًا) والإمارات (13 مليارًا) وكوريا الجنوبية (60 مليارًا) والولايات المتحدة الأمريكية (2369 مليارًا). حتى في السنوات العشر الأخيرة من عهد بهلوي الثاني ، باستثناء السنوات 1356-57 عندما اشتدت الإضرابات الاقتصادية والأزمات الاقتصادية مع بداية الاحتجاجات الثورية ، لم يصل النمو الاقتصادي الإيراني إلى أقل من 5٪ ونما إلى 17٪. ما تم مقارنته باقتصاد النظام الراحل. لم يكن النمو الاقتصادي في عصر الجمهورية الإسلامية قادراً إلا على الاقتراب من أدنى معدلات النمو الاقتصادي للعهد البهلوي ، أي 5٪ ، في عهد هاشمي رفسنجاني .

### البناء والتنمية الحضرية

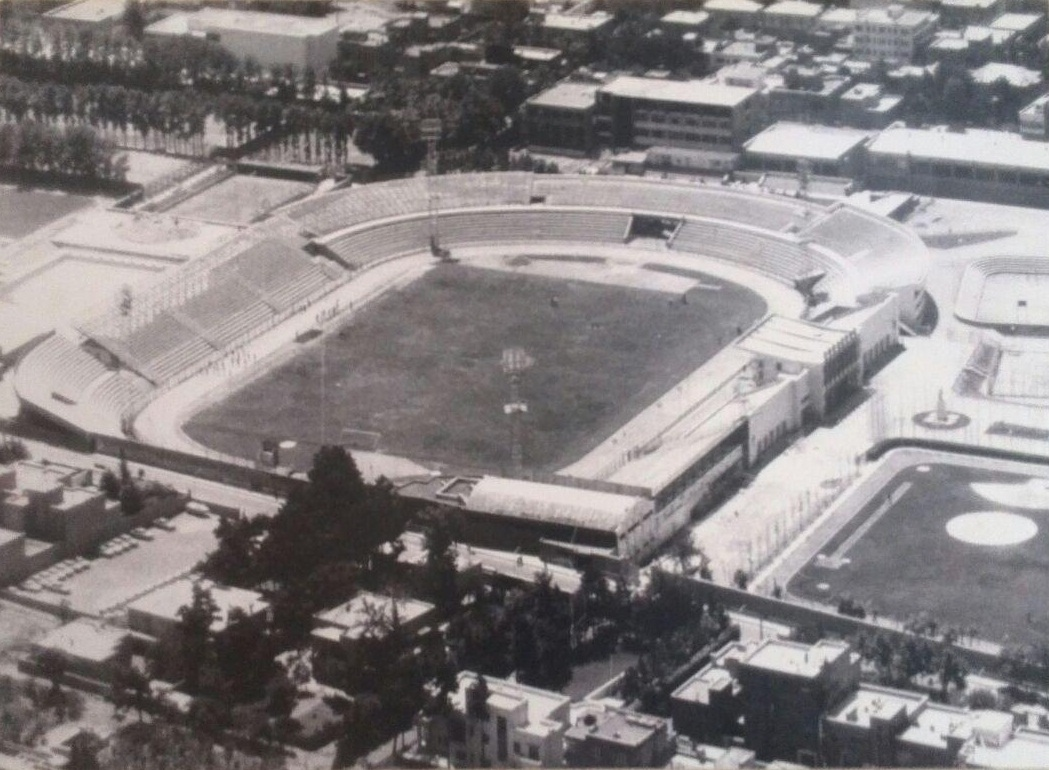
تم افتتاح ملعب أمجدية بعد فترة وجيزة من صدور أمر البناء من قبل رضا شاه ، بإشراف علي أصغر حكمت.

تم افتتاح ملعب أمجدية بعد فترة وجيزة من صدور أمر البناء من قبل رضا شاه ، بإشراف علي أصغر حكمت .
قبل عهد رضا شاه ، كانت المباني الإيرانية في الغالب مبنية من الطين والطين ، وكانت هناك أزقة ضيقة بينها ، كانت مليئة بالماء والطين في الشتاء.  في عهد رضا شاه ، تم تعبيد الأزقة ، وتم تعبيد الشوارع والجادات ، بالإضافة إلى إنشاء ساحات جديدة وكبيرة ، تم أيضًا تركيب مصابيح كهربائية في الشوارع.  تم إنشاء مبانٍ حديثة ومتعددة الطوابق للمؤسسات الحكومية والأماكن العامة الجديدة مثل المتاجر والنوادي والمستشفيات والمطاعم والملاعب والمتنزهات والمناطق الترفيهية وما إلى ذلك. تغير وجه المدن الإيرانية. في نفس الوقت ، مكاتب البلدية تم فتحها لتنظيف وصيانة المدن. تم إنشاء العديد من الفنادق والمراكز السياحية في بعض المحافظات. تم ترميم وإعادة بناء جميع المباني والأعمال القديمة التي تعرضت للتدمير بسبب الإهمال ، بما في ذلك Parse ، وتم بناء المقابر والنصب التذكارية للشعراء والشيوخ الإيرانيين.  جاء في محمد رضا بهلوي ، الإمبراطور الأخير : «رضا شاه كان له ذوق خاص في العمارة وعرف معنى الجمال والتناسب بالفطرة».  حققت سياسة التخطيط الحضري في عهد رضا شاه نتائج ملحوظة. في 16 عامًا ، زاد عدد سكان طهران من 200 إلى 530 ألفًا. يمكن رؤية هذا التوسع في مدن أخرى في إيران ، كما تم إنشاء مبانٍ كبيرة في مدن هذا البلد. يشبه الطراز المعماري لرضا شاهي العمارة في عهد الشاه عباس، هي إحدى المراحل في تاريخ فن البناء والعمارة في إيران ، والتي كرمتها الحكومة الثورية الجديدة بعد ثورة 1357 وحافظت على مباني هذه الفترة.

### الطاقة والنفط
تأسست منظمة الطاقة الذرية الإيرانية عام 1953 لإنشاء شبكة تضم أكثر من 20 محطة للطاقة النووية. في عام 1957، انتهى العمل في إنشاء مفاعلين بقوة 1200 ميغاواط بالقرب من بوشهر وكان من المفترض أن يبدأ تنفيذهما قريبًا ، لكن الحكومة الثورية ألغت هذا البرنامج. تم الانتهاء من أحد هذين المفاعلين بمساعدة كبيرة من روسيا وبدأ العمل في عام 1990.

### السياحة
المقال الرئيسي: السياحة في إيران
حتى أوائل الستينيات ، لم تهتم إيران بالسياحة كثيرًا. جعل الافتقار إلى مرافق السفر والبنية التحتية السفر في إيران صعبًا للغاية. أخيرًا ، بدأت حكومة بهلوي في بناء الأرصفة والطرق السريعة والفنادق ، وزاد عدد السياح الذين يدخلون البلاد بشكل مطرد من أربعينيات القرن الرابع عشر إلى عام 1957. ومع ذلك ، فإن الاضطرابات السياسية في عام 1957 التي أدت إلى الإطاحة بالنظام الملكي في إيران دمرت عمليا صناعة السياحة في إيران .
وثائق منظمة جالب صيهان تقول عن إحصائيات «حالمة» للسياحة في أربعينيات وخمسينيات القرن الماضي والمرتبة الثالثة من رحلات المواطنين الأمريكيين إلى إيران. بين عامي 1943 و 1957، تم توقيع اتفاقيات السياحة مع دول العالم والعضوية في منظمة السياحة العالمية والاتحاد العالمي لمنظمات السياحة الرسمية من قبل منظمة السياحة ووزارة الإعلام الإيرانية ، مما جعل الظروف أفضل.

## الديموغرافيا

### التعليم والبحث
في عهد رضا شاه ، تم تحقيق التعليم الإلزامي المجاني تدريجياً. أيضًا ، خلال هذه الفترة ، ولأول مرة ، تم إنشاء مراكز التعليم العالي الإيرانية والحكومية مثل جامعة طهران . أيضًا ، مع الموافقة على قوانين الحماية مثل الإعفاء لمدة عام واحد لطلاب المدارس الثانوية والتركيز على نظام التعليم العالي ، تم أيضًا إنشاء مدارس ثانوية عامة مجانية.  بتعبير أدق ، قبل رضا شاه ، كانت محو الأمية تتم في إيران في أماكن تسمى مكتبخانه في المساجد أو المنازل الخاصة. كان المعلمون أيضًا من الملالي والمالاباج ، وكان لديهم هم أنفسهم القدرة على القراءة والكتابة فقط. في طهران والمدن الكبرى ، لم يكن هناك سوى عدد قليل من المدارس المهنية ، وكان التدريب المقدم محدودًا في الموضوعات. مع بداية عهد رضا شاه ، تم إغلاق جميع المدارس وللمرة الأولى ، ظهرت العديد من المدارس العادية والمجانية في جميع أنحاء إيران. كان النظام التعليمي لهذه المدارس الجديدة قائمًا على الدول الأوروبية ولديها كتب مدرسية. ظهرت أولى الجامعات والكليات الإيرانية الحديثة وظهرت في المدن مبانٍ جديدة مثل الكليات والمعاهد الفنية والمهنية والمعاهد الموسيقية الصناعية وجامعة طهران . تم تعيين مدربين وأساتذة أجانب لتحسين مستوى المعرفة وتم إرسال الطلاب إلى الخارج. شيئًا فشيئًا ، توسع عدد الإيرانيين المتعلمين ، ولم يقتصر ذلك على المدن فقط. تم افتتاح المدارس الابتدائية في معظم القرى وظهرت منظمات الكشافة والتدريب البدني والرياضية الإيرانية. تم إنشاء المعاهد الموسيقية في التخصصات الثقافية والفنية مثل الموسيقى والنحت والمسرح والرسم وما إلى ذلك. كما تم افتتاح المكتبات في البلاد ، ومن أجل الحفاظ على الأعمال القديمة لإيران ، بدأوا في جمع التحف وإنشاء المتاحف (مثل متحف إيران القديمة).  من الأعمال الثقافية والبحثية الأخرى لرضا شاه تأسيس الأكاديمية الإيرانية وإزالة الكلمات الأجنبية مثل العربية واستبدالها بالفارسية. شيء تم انتقاده لاحقًا من قبل مجموعة.

### الصحة والعلاج
في عهد رضا شاه ، تم اتخاذ تدابير مكثفة لصحة الشعب الإيراني وعلاجه من خلال تأسيس كليات الصيدلة والطب وطب الأسنان ، وتدريب الأطباء والمتخصصين ، وإنشاء مدارس التمريض وإعادة التأهيل ، وبناء مئات المستشفيات والعيادات في جميع أنحاء إيران. . كانت هذه قبل وصول رضا شاه إلى السلطة ، في فترة قاجار ، بسبب نقص الأطباء والأدوية والمراكز الصحية ، تسببت الأمراض المختلفة والمعدية في العديد من الوفيات. كانت أمراض مثل الملاريا والتراخوما والقوباء الحلقية من أكثر الأمراض شيوعًا التي ربما كان أكثر من نصف الإيرانيين يعانون منها من قبل. عندما تولى رضا شاه السلطة ، بالإضافة إلى إنشاء المراكز الطبية والصحية ، تم اتخاذ إجراءات بارزة للغاية للقضاء على الأمراض الوبائية وعلاج المرضى.
ولكن في الحقبة التالية ، تأسست المنظمة الإمبراطورية للخدمات الاجتماعية بهدف تحسين الوضع الصحي للبلاد قدر الإمكان في السادس من مايو 1326 برئاسة صاحب السمو محمد رضا بهلوي ونائب رئيس صاحب السمو أشرف بهلوي .

### وضع المرأة

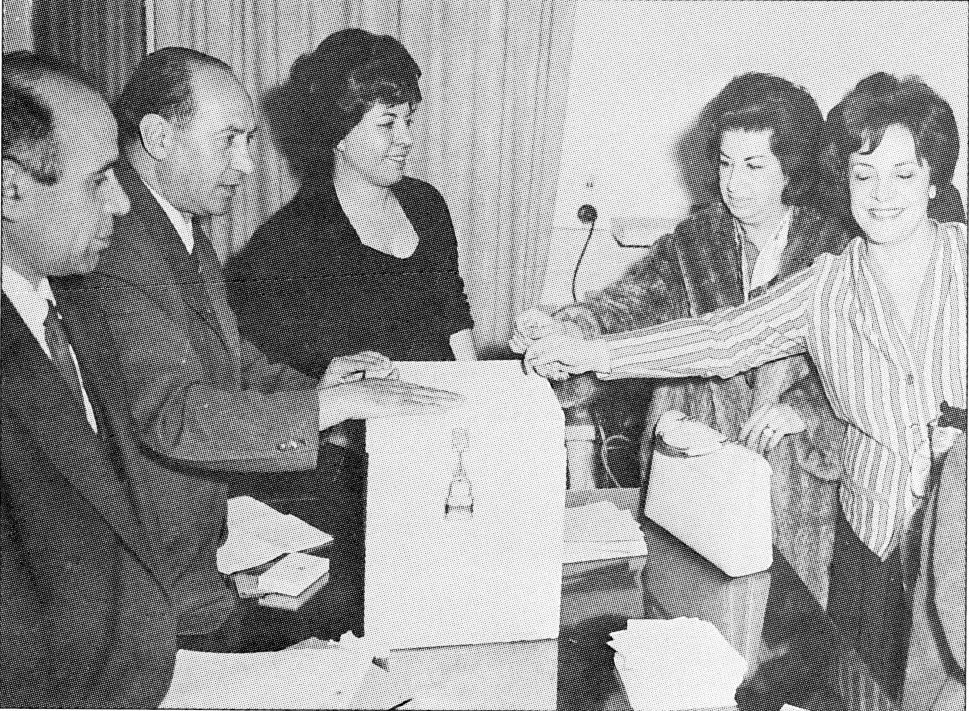
المرأة الإيرانية تذهب إلى صناديق الاقتراع لأول مرة في إيران عام 1963م.

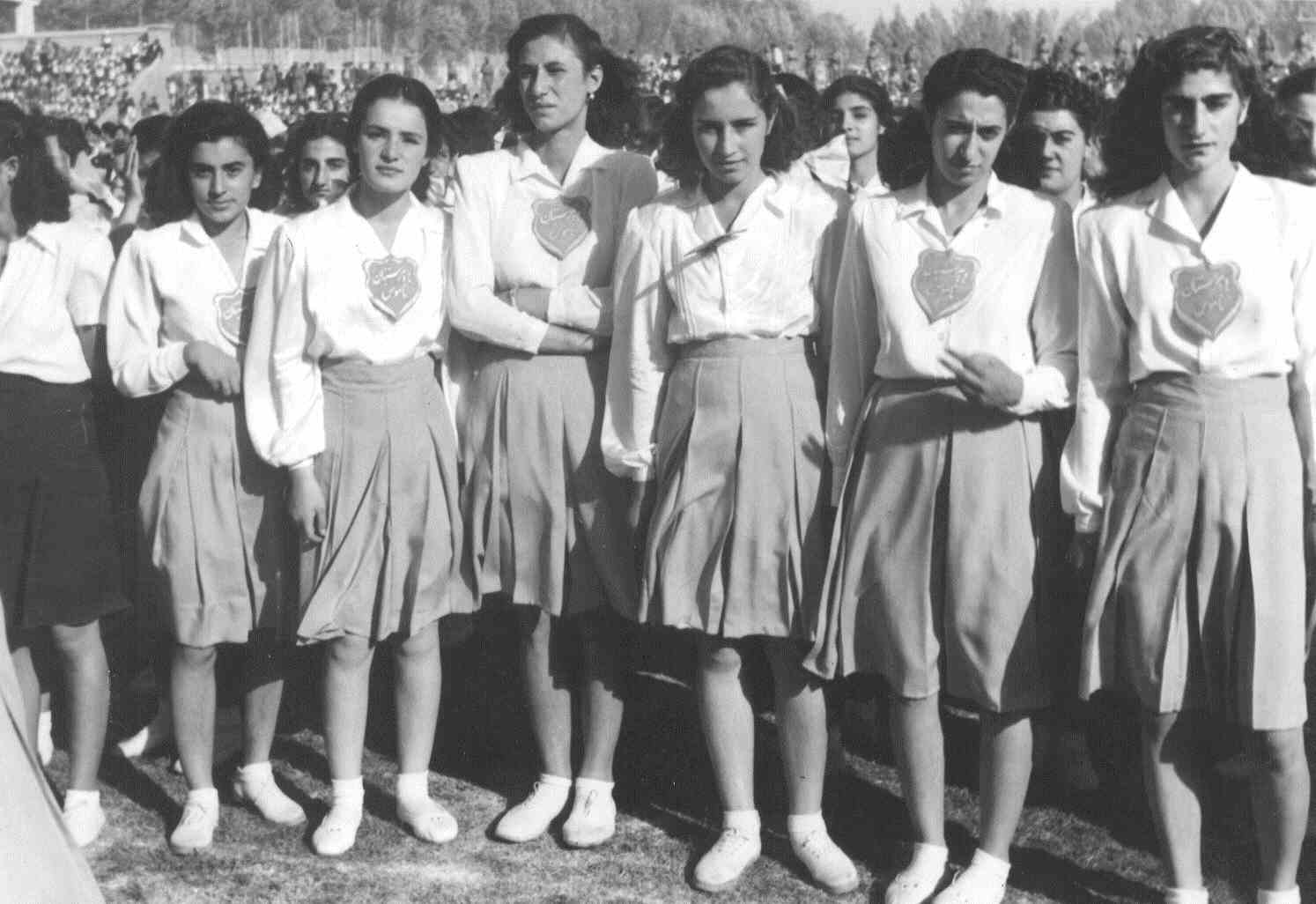
طلاب مدرسة ناموس الثانوية في حفل أقيم في أمجدية ستادويم، طهران

حققت الحقوق المدنية والمواطنة للمرأة الإيرانية في عهد رضا شاه بهلوي وأثناء مشاريع التحديث في إيران الحديثة. خلال فترة وجوده ولأول مرة في المجتمع الإيراني التقليدي تمكنت النساء من مغادرة المنزل والدخول إلى الساحة الاجتماعية. كان جعل التعليم إلزاميًا لكل من الأولاد والبنات وزيادة فئة المتعلمين مسألة مهمة أخرى. حدثت تغييرات أخرى أيضا. ولم يكن ممكناً للمرأة أن تدخل المجتمع وتشتغل بمهن مثل التدريس والتمريض والطب وغير ذلك دون التخلي عن الأغطية والمهام التقليدية مثل الحجاب وعدم التحدث إلى غير المحارم. لذا اكتشفت حكومته الحجاب. ومع ذلك، هناك وجهة نظر أخرى تعتبر أن عمل رضا شاه هذا يعارض الإسلام.
في فبراير 1313 وفي حفل افتتاح جامعة طهران ، تم الإعلان عن الفتيات للذهاب إلى الجامعة دون ارتداء الحجاب التقليدي . في أبريل 1314، أقيمت احتفالية في مدرسة شابور في شيراز ، أقامت فتيات إيرانيات بلا حجاب تقليدي حفلاً رياضياً ورقصاً بحضور علي أصغر حكمت وزير التربية والتعليم وأحد سياسيي تلك الفترة ، وثم احتج علماء الدين الإيراني. في 22 مايو 1314، تم تشكيل «مركز المرأة» بدعوة من علي أصغر حكمت وبمثاليات منها تحرير المرأة من الحجاب ، برئاسة شمس بهلوي وهاجر طربيات .  كان المتدينون في إيران ، وخاصة علماء الدين ورجال الدين في هذا البلد ، قلقين بشأن هذا الوضع ويحتجون أحيانًا. على الرغم من قمع هذه الاحتجاجات. في احتجاج بمدينة مشهدواحتج رجال دين في المدينة ومجموعة من الناس على تغيير قبعات الرجال وسياسات نزع حجاب المرأة في البلاد ، وجلسوا في مسجد جوهرشاد كعلامة احتجاج ، وفي هذا الوقت هتفوا بشعارات ضد الحكومة.  قدمت المصادر الرسمية لحكومة بهلوي إحصائيات مذهلة عن وجود ودخول المرأة في المجالات التعليمية والاجتماعية والاقتصادية. علاوة على ذلك ، وبناءً على تقرير صادر عن وكالة مهر للأنباء في عام 2013، كان رضا شاه «يجبر» النساء الإيرانيات على التعاون مع الحكومة.  بموافقة القانون المدني عام 1314، حصلت المرأة على حق الحضانة . في عام 1341، حصلت المرأة الإيرانية على حق التصويت والترشح لأول مرة. في أربعينيات القرن الثالث عشر ، دخل عدد أكبر من النساء في نظام القضاء والشرطة في إيران. سابقا أيضا عن طريق التعيينبصفتها عضوة في مجلس الشيوخ ، كانت مهرانجيز مانوشريان هي المدخل العملي للمرأة في النظام السياسي. فروخرو بارسا أصبحت أول امرأة تصل إلى منصب وزير خلال الفترة البهلوية الثانية. شيء كان مستمرًا وحققته أيضًا نساء أخريات مثل مهناز أفخمي .  تم تشكيل منظمة المرأة الإيرانية وفي نهاية فترة بهلوي تمت الموافقة على بعض قانون حماية الأسرة في عام 1354. في عام 1354، كانت نسبة النساء بين طلاب الجامعات الإيرانية 29٪ وفي عام 1357.  قبل ثورة 1357 مباشرة ، كان هناك 1500 امرأة في مناصب الإدارة العليا في البلاد ، و 22 امرأة في الجمعية الوطنية ، و 5 رؤساء بلديات ، و 33 ٪ من جميع وظائف التعليم العالي في إيران تشغلها نساء .

## ثقافة

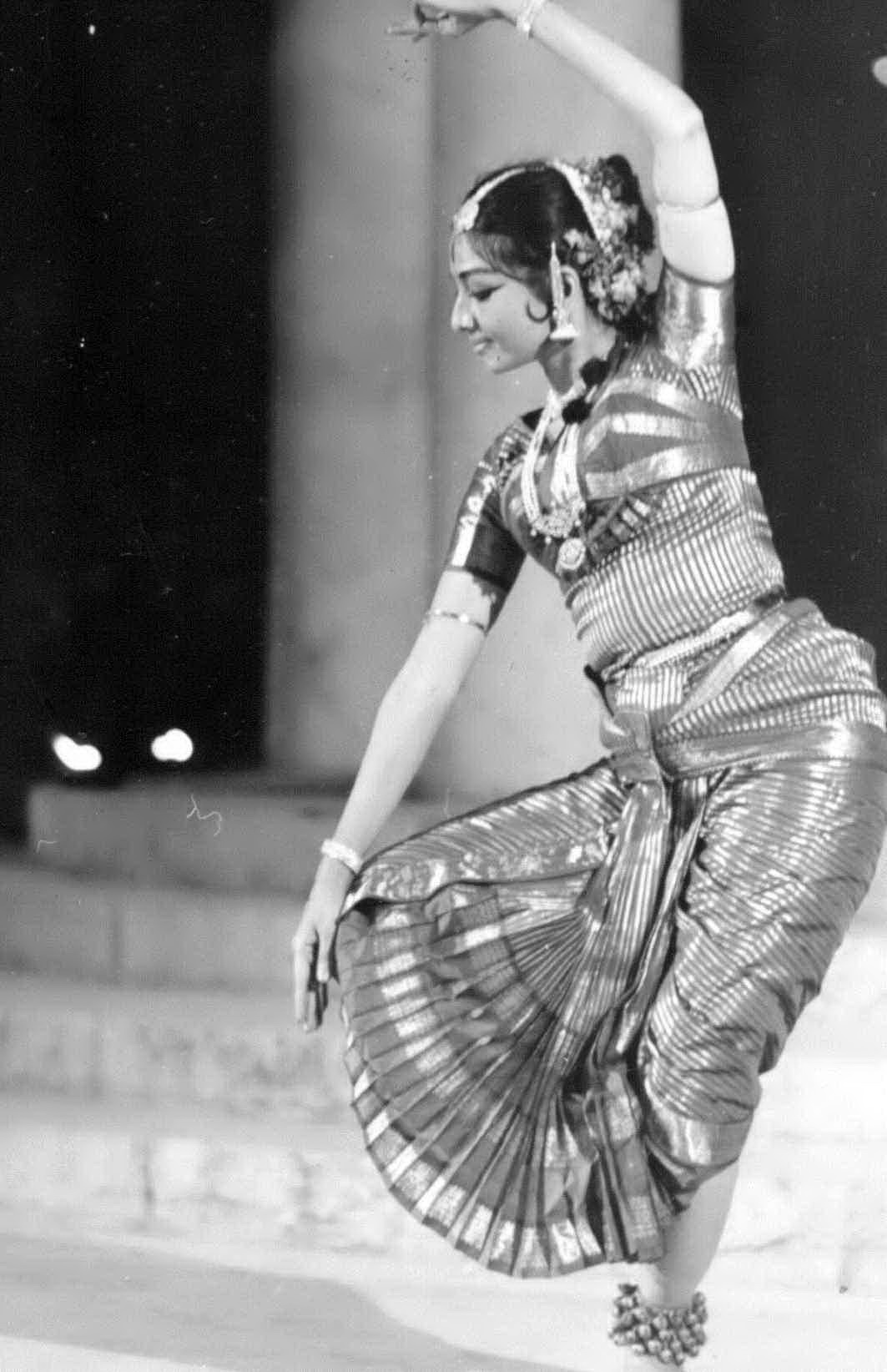
رقصة بهاراتاناتيام ، مهرجان الثقافة والفن في شيراز ، 1349

### الموسيقى والرقص والمسرح

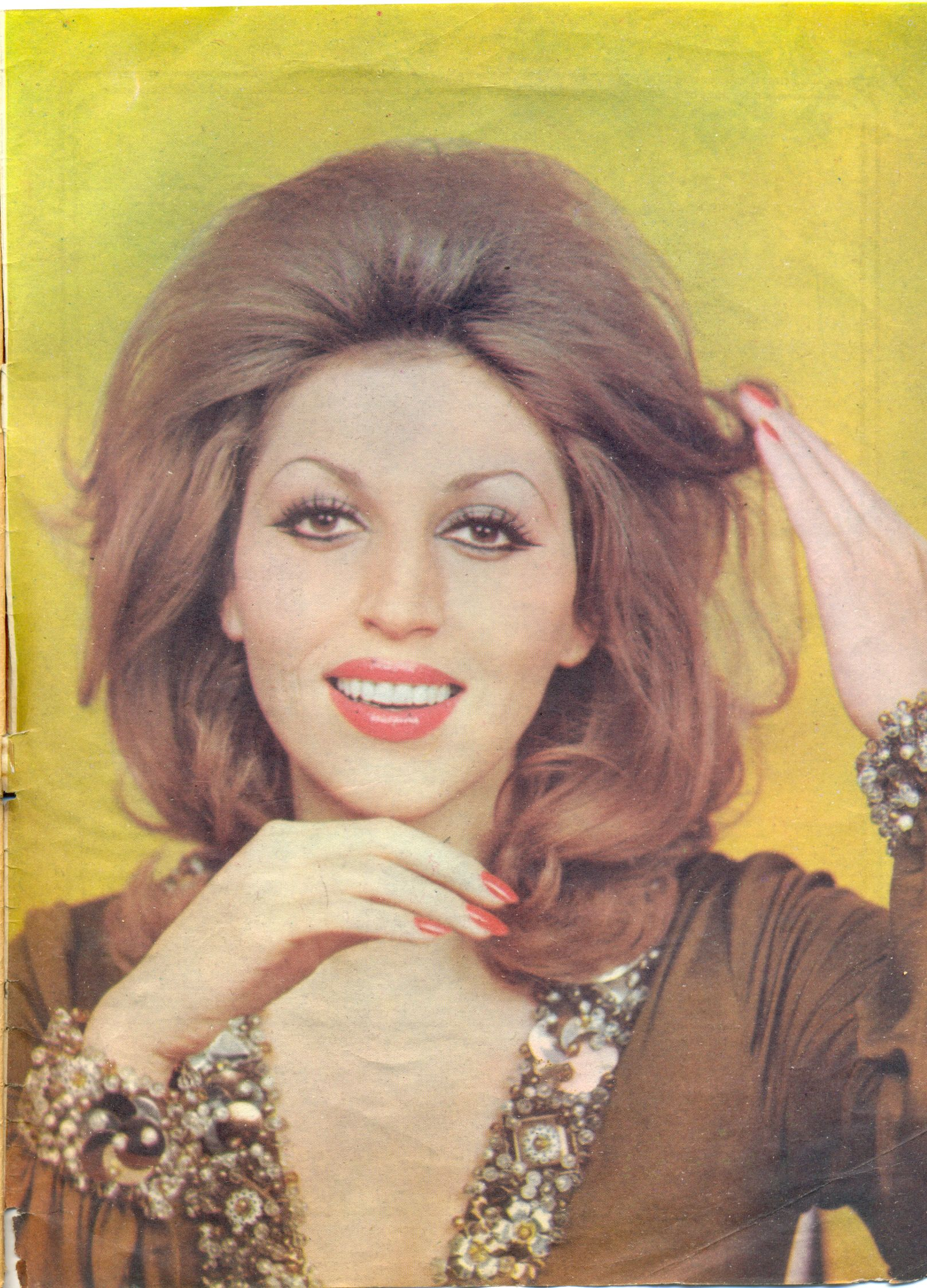
مهستي ، أحد مطربي موسيقى البوب والتقليدية الإيرانية في تلك الفترة

في ثلاثينيات وأربعينيات القرن الثالث عشر ، تغيرت الموسيقى الإيرانية بشكل جذري. في ثلاثينيات القرن الثالث عشر ، دخلت موسيقى البوب إيران وشُكلت أولى فرق البوب والروك الإيرانية . في هذا العصر ، تأثرت موسيقى البوب الإيرانية بموسيقى البوب الغربية. في أربعينيات القرن الرابع عشر ، ظهرت أولى فروع الحداثة في الموسيقى الإيرانية.  في منتصف أربعينيات القرن الثالث عشر ، ساعدت الاستوديوهات الإيرانية ، جنبًا إلى جنب مع الحانات والنوادي الليلية ، على نشر موسيقى شعبية جديدة في إيران. في هذه السنوات تغير الشعر والموسيقى في إيران وصعد نجوم الموسيقى واحدًا تلو الآخر.
في حالة الموسيقى بشكل أكثر دقة ، تم استخدام نفس القوة التي استخدمها رضا شاه لتنمية ثقافة إيران أيضًا في المنظمات الموسيقية في بلاده. كانت نتيجة طريقة المراقبة هذه إنشاء معاهد موسيقية للموسيقى ، أحدهما مخصص للموسيقى العالمية والآخر للموسيقى الوطنية الإيرانية. كما تم إنشاء منظمات أخرى مثل أوركسترا طهران السيمفونية ومختلف الأوركسترا الصغيرة والكبيرة. كافح رضا شاه ضد كل العقبات التي وضعها ملالي إيران في طريق انتشار الموسيقى ، وأزال لون رد الفعل الغامق من جسد الموسيقى التقليدية الإيرانية. كان قد أرسل طلابًا إلى أوروبا للعمل في مجال الموسيقى عند عودته إلى إيران. في هذه الفترة ، أصبح مركز زراعة الأفكار أحد المنظمات المشاركة في الموسيقى. بهذه الأفعال لرضا شاه ، جاء فنانون بارزون. مجلة الموسيقىفي هذه الفترة ، أسس لأول مرة منظمة بحثية ثقافية شعبية.
خلال الستينيات ، تم إحضار الخبراء إلى هذا البلد لإنشاء البنية التحتية لبعض أنواع الرقص في إيران ، كما تم إرسال مجموعة إلى الغرب لتلقي التدريب.  افتتحت منظمة الباليه الوطنية الإيرانية رسميًا في عام 1967 في قاعة روداكي ، والتي أصبحت في السنوات الأخيرة واحدة من أكثر المنظمات الفنية المرموقة والمعترف بها عالميًا في البلاد.  مسرح قاعة روداكي بطهران ، بمستوى إنتاجه العالي وبسبب التسهيلات الفنية الخاصة الموضوعة فيه ، يحظى بمكانة خاصة في الشرق الأوسط لأداء فناني الباليه والأوبرا العالميين.  شيئًا فشيئًا ، جاء فنانين أجانب مشهورين إلى إيران لتقديم عروض موسيقية وإنتاج محتويات محددة لإيران. في عام 1967، تم إنشاء مؤسسة أخرى للرقص برعاية الدولة ، وهي منظمة الفولكلور الإيرانية الوطنية ، لتقديم كل من الرقص الشعبي الإيراني التقليدي ونسخ الباليه للقصص الملحمية والشعر الفارسي . في هذا الوقت تقريبًا ، تم أيضًا تأسيس مجموعات رقص بدعم خاص.  بصرف النظر عن الرقصات غير الأصلية ، كان هناك أيضًا العديد من البرامج للرقصات الإيرانية التقليدية والرقصات التقليدية ، كما تم إحياء الرقصات التقليدية.  استعاد الرقص الاحترافي في هذا البلد احترامه وشعبيته في عهد محمد رضا شاه . تم تقديم عروض رقص غير تقليدية تستند إلى أمثلة أوروبية في مسارح هذا العصر. تضمنت تصميم الرقصات المتقنة والتنظيم. عناصر لم تكن جزءًا من أشكال الرقص القديمة في إيران. بالإضافة إلى التعليم الحديث ومنظمات الرقص والمهرجانات وما إلى ذلك ، في المجموع ، تم بذل العديد من الجهود في هذه الفترة لجمع وتطوير أساليب الرقص المختلفة. من الرقصات المحلية في عصور ما قبل التاريخ التي خلفتها الرقصات الإيرانية الأصيلة ، إلى الباليه الكلاسيكي والرقصات المعاصرة المستوحاة من الثقافة والتراث الإيراني.
في أواخر الخمسينيات من القرن الماضي ، ساعدت National Art Group في إعادة تأسيس المسرح في إيران من خلال جذب أفضل الكتاب المسرحيين والمخرجين والممثلين. في وقت لاحق ، دعم التلفزيون الوطني الإيراني أيضًا المنظمات والعروض المسرحية في إيران. ورشة الدراما (منذ 1998) هي واحدة من العروض المتعلقة بهذه الوسائط. خلال هذه الفترة ، كانت العوامل المؤثرة الأخرى في نمو المسرح هي الدعم التجاري والحكومي ، وقد تمكنت هذه ، إلى جانب مهرجانات هذه الفترة (مثل مهرجان شيراز للفنون)، من تعزيز المسرح الإيراني .

## الفن والتصميم
اكتسبت الحداثة قوة في الفن الإيراني وأهم تطور في الحداثة الفنية في هذا البلد هو نتيجة التغيرات الاجتماعية التي قام بها رضا شاه بهلوي. بين عامي 1328 و 1358، نما الفن الحديث بشكل ملحوظ في إيران، ونما وازدهر العديد من الفنانين المعاصرين المشهورين في هذا البلد خلال تلك الفترة. أعلنت صحيفة الجارديان أن أعمال متحف طهران للفن المعاصر هي أعظم كنوز الفن الحديث خارج الولايات المتحدة وأوروبا الغربية. خلال عهد سلالة بهلوي، افتتحت صالات عرض خاصة، كما أقامت وزارة الثقافة والفنون مهرجانات سنوية. مهرجان شيراز للفنونمنذ بدايتها، كانت متميزة بين المهرجانات الموسيقية الدولية القائمة بسبب مبادرة التكليف وتنوع برامجها.
الشيء اللافت في رضا شاه هو أنه في عهده كقائد عسكري، بدأت النهضة الفنية الإيرانية. لم تتجلى حساسية رضا شاه الفنية أمام ابنه فحسب، بل رأى أيضًا مكانًا خاصًا للفن وميزة التطور الفني الإيراني في السياسة الكلية. يعد الاحتفال بألفية الفردوسي ودعوة أعظم علماء الفردوسي وعلماء إيران في العالم عام 1313 أحد الأعمال الفنية في عصره. كان الاهتمام بالفن الإيراني في عهد رضا شاه في مجال الموسيقى ذا أهمية خاصة، وقام رضا شاه بتغيير نظام القيم في المجتمع الإيراني فيما يتعلق بالموسيقى. اكتسبت الأنشطة الفنية في عهد محمد رضا شاه مع وصول شهبانو فرح بهلوي سرعة أعلى وتضاعفت جودتها.
أنشأ مهرداد بهلباد الأوركسترا الوطنية الإيرانية لأداء الموسيقى الإيرانية. خلال فترة وجوده، بنيت بيوت الثقافة والفن في مدن مختلفة من إيران، وكان الاحتفال بالثقافة والفن يقام كل عام في جميع أنحاء إيران وحتى في القرى عن طريق إرسال مجموعات فنية.

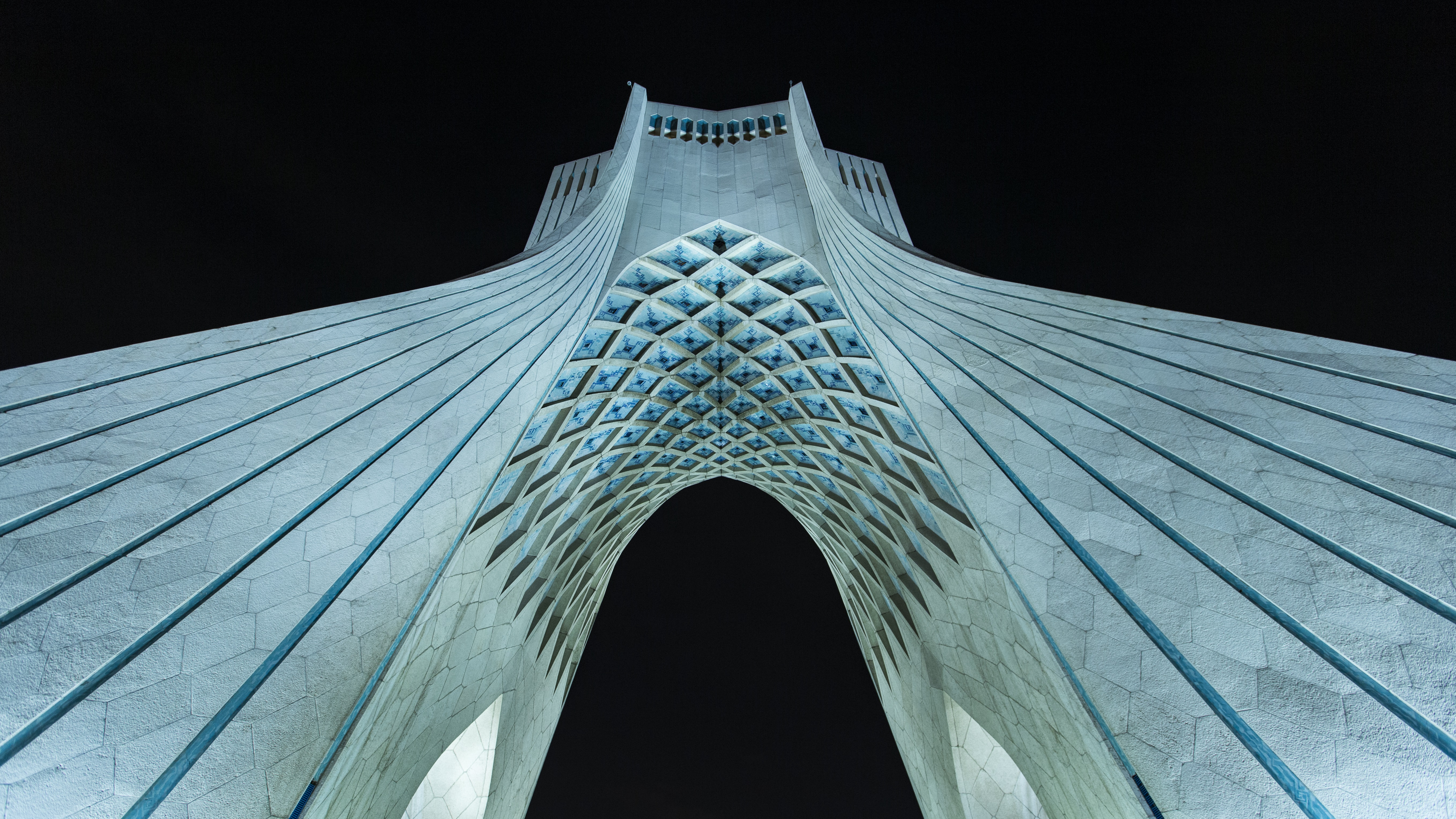
برج آزادي للمهندس حسين أمانات؛ هندسته المعمارية عبارة عن مزيج من العمارة الأخمينية والساسانية والإسلامية.

### العمارة
خلال عهد سلالة بهلوي، جرى توسيع نوعين من الهندسة المعمارية في إيران؛ النوع الأول كان تقليدًا للطراز المعماري الغربي، والذي لم يكن له صلة تذكر بمناخ هذا البلد، والنوع الثاني كان محاولة لإحياء العمارة الإيرانية الأصلية. تدريجيًا، أصبح المسؤولون الإيرانيون يثبطون عزيمتهم عن التقليد الأعمى للغرب وبدأوا في دعم الأساليب الإيرانية الأصلية التي عدلت لتلبية الاحتياجات الحديثة. ومن أبرز الأمثلة المعمارية في هذا العصر برج آزادي. هناك أيضًا فترتان بارزتان لتأثير العمارة الغربية في إيران، كانت أولهما خلال عصر القاجار. في الفترة الثانية، التي حدثت بشكل عام خلال فترة بهلوي، غيرت العمارة الإيرانية بالكامل وأصبحت المباني ذات الألقاب والوظائف الغربية شائعة في هذا البلد.
أمر مكتب فرح بهلوي، إمبراطورة إيران، ببعض الإنشاءات التي اشتهرت في أحد الأمثلة، بدأ بناء مسرح شهر (طهران) في عام 1346 بناءً على طلب مكتب فرح بهلوي في حديقة مقهى المدينة.

### الوسائط
أنشئ أول جهاز إرسال تلفزيوني في إيران عام 1337. أدى توسع التلفزيون في إيران إلى تدمير وسائل الترفيه التقليدية الأخرى مثل شهر فارانج.  على الرغم من أن الألعاب الآسيوية لعام 1974 (1353- طهران) بثت بنظام الألوان، إلا أن البرمجة التلفزيونية الملونة بالكامل تمت بعد أربع سنوات من ذلك.
من خلال بث الأخبار والبرامج التعليمية المختلفة، كان للتلفزيون تأثير كبير في زيادة الوعي الاجتماعي. عرض المسابقات المختلفة والبث المباشر لرحلة أبولو 11 إلى القمر والاحتفالات الإمبراطورية التي يبلغ عمرها 2500 عام هي أمثلة على برامج هذه الفترة. وبحسب تقرير لوكالة أنباء الطلبة الإيرانية، فإن "التليفزيون الوطني الإيراني اعتاد على بث الأفلام الأجنبية، وخاصة الأمريكية منها، لساعات كل أسبوع. في هذه الأفلام، تم تصوير مشاهد من الحياة الرومانسية الغربية، والبستنة، والملابس الخاصة بالنساء في الغرب، وطريقة العيش والمعيشة في المنزل، وتم بث صورة للعالم الغربي.

### السينما

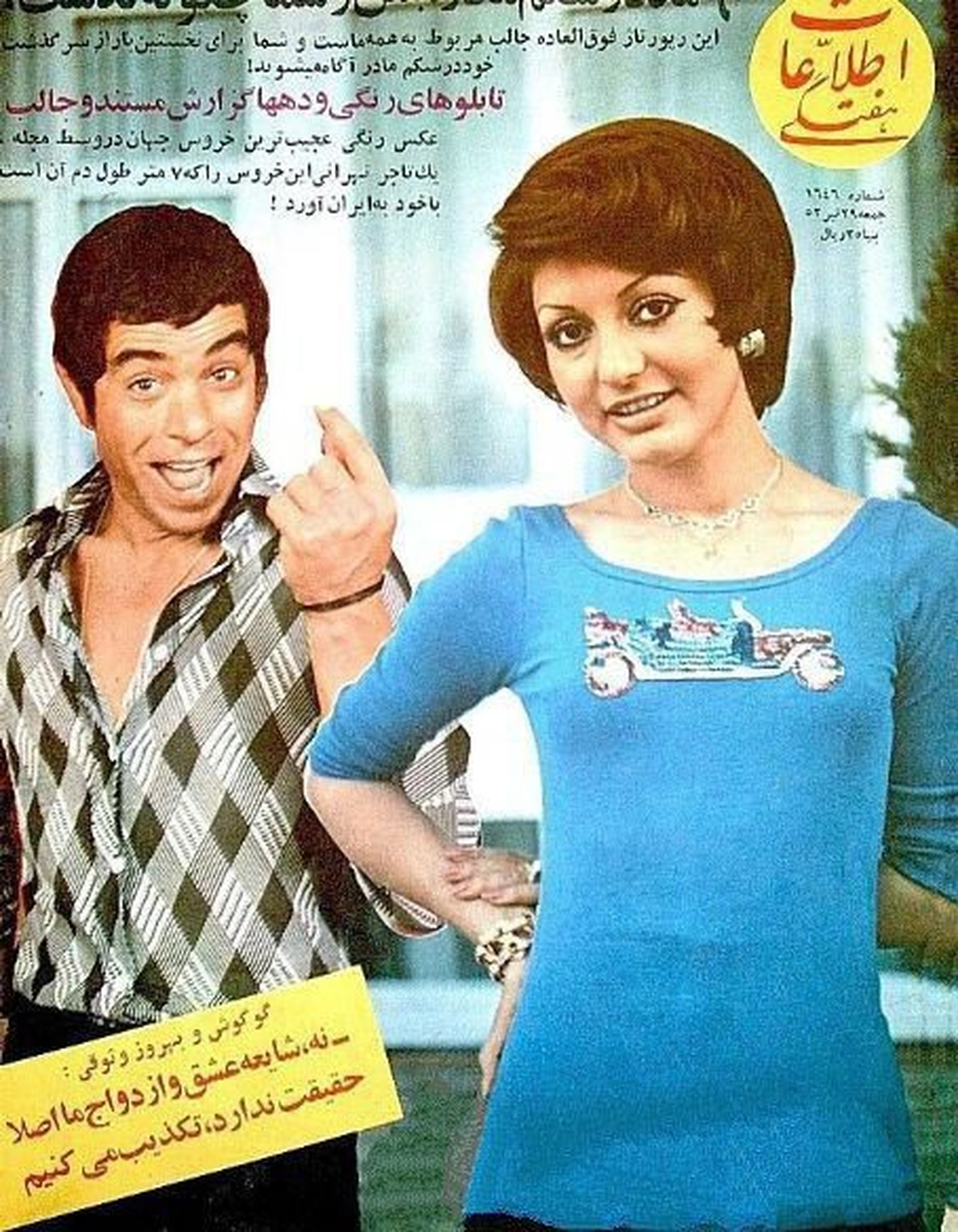
بهروز واستهوقي ، الذي حقق أيضًا إنجازات محلية وعابرة للحدود مهمة.

تم بناء أول مسرح سينمائي رسمي في هذا البلد بين سنتي 1887م و1888م. تحت اسم إيران سينما في طهران. كان أول فيلم روائي طويل عن هذا البلد هو فيلم Abhi و Robi ، الذي أخرجه Evans Oganianus في عام 1309 . أول فيلم صوتي إيراني كان Dokhtar Lor ، والذي تم إنتاجه عام 1894 بواسطة Ardeshir Irani . في العشرينيات من القرن الثالث عشر ، ظهرت شركات الأفلام الإيرانية وأصبحت السينما أكثر شعبية بين الناس.
في ثلاثينيات القرن الثالث عشر ، استمر تقدم السينما وأصبحت شهلا الرياحي أول مخرجة إيرانية بإنتاج مرجان . في هذا العقد ، دخلت الرسوم المتحركة إيران وتم إجراء أولى المحاولات لصنع الرسوم المتحركة الإيرانية في الإدارة العامة للثقافة والفنون الجميلة في طهران. أول فيلم رسوم متحركة قصير في إيران من إنتاج إسفنديار أحمدية تحت عنوان مولانسر الدين عام 1917. في أربعينيات القرن الرابع عشر ، شهدت السينما الفارسية إحدى فترات الذروة. تم عرض أفلام مثل Ganj Qaroon و Gau و Qaiser خلال هذه الفترة. إنشاء مؤسسة تبث أفلام الأطفال ، تسمى مركز التنمية الفكرية للأطفال والمراهقينفي هذا العقد ، أصبحت فرصة مناسبة لتشكيل السينما الثقافية في إيران.  مشاركة فيلم شبشانشي دار جينا كإنتاج مشترك لاثنين من المخرجين المشهورين موشك سارفاري وصموئيل خاشيكيان في مهرجان برلين السينمائي عام 1918، وظهور فيلم بقرة في قسم المسابقة بمهرجان البندقية السينمائي أو الظهور المتتالي لثلاثة أفلام إيرانية في مسابقة قسم مهرجان برلين السينمائي بين 1934 و 1976 وتقديم الفيلم إلى أكاديمية أوسكار (تشون باد سابا ومينا سيركل)) أمثلة على الظهور عبر الحدود للسينما الإيرانية في عصر ما قبل ثورة 1978. ولكن بصرف النظر عن وجود الأفلام الإيرانية في المهرجانات الدولية ، أصبحت هذه الدولة نفسها أيضًا مضيفًا مهمًا لأحداث السينما الدولية في العالم. اعتبر مهرجان طهران السينمائي الدولي في خمسينيات القرن الثالث عشر أهم مهرجان سينمائي في آسيا.
قبل ثورة 1979، كانت هناك سينما واحدة لكل 70 ألف شخص.

### الرياضة
فاز المنتخب الإيراني لكرة القدم بالبطولة على أعلى مستوى في آسيا أعوام 1968 و 1972 و 1974 و 1976 وتأهل لكأس العالم لأول مرة عام 1978. خلال هذه الحقبة الرائعة، فاز نادي تاج لكرة القدم أيضًا ببطولة الأندية في بطولة الأندية لعام 1970. تزامنت بعض هذه النجاحات مع استضافة إيران لأعلى المنافسات الرياضية في آسيا، واستضافة كأس الأمم الآسيوية 1968 و 1976 أمثلة على ذلك.
قبل ثورة 1357، شجعت السياسة العامة لإيران على وجود المرأة في الرياضة. إن صور لاعبي كرة القدم الإيرانيين، ولاعبي الجمباز، والسباحين، والرياضيات الأخريات على أغلفة المجلات النسائية والرياضية في هذا العصر، هي علامة على أن إحدى عارضات كرة القدم الإيرانيات والناجحات كانت رياضية. أصبحت الرياضة رمزًا للقوة والتقدم، واعتبرت البطل الأنثى مصدر فخر للبلاد. كان أول ظهور للنساء الإيرانيات في المسابقات العالمية في دورة الألعاب الآسيوية لعام 1958. أصبحت أولمبياد طوكيو عام 1964 أول دورة أولمبية تشارك فيها نساء إيرانيات. في عام 1966، حققت النساء نجاحات عالمية كبيرة. الرياضة النسائية كانت موضع اهتمام. في مثال كرة القدم، التي أصبحت فيما بعد الرياضة الأكثر شعبية في إيران، يعود التاريخ الرسمي لكرة القدم النسائية في إيران إلى أربعينيات القرن الرابع عشر. كان تاج كلوب رائد الأندية الإيرانية في إنشاء فريق للفتيات، وكانت برسيبوليس وداهيم وعقاب طهران أول الأندية الأخرى التي شكلت فرقًا رسمية للسيدات. جرى التخطيط لمسابقات كرة القدم للأندية للنساء الإيرانيات على قدم المساواة مع الرجال.
كما استضافت إيران مسابقات دولية بارزة. في إحدى الحالات ، أصبحت طهران أول مدينة في الشرق الأوسط تستضيف دورة الألعاب الآسيوية. استضافت طهران دورة الألعاب الآسيوية في عام 1974، وفي الوقت نفسه، افتتح مجمع أريامهر الرياضي كأحد المجمعات الرياضية الأكثر تقدمًا في تلك الحقبة، في 10 سبتمبر 1353. من وجهة نظر التأسيس، على سبيل المثال، أسس الإتحاد الآسيوي لكرة اليد رسميًا في طهران عام 1353.

### الأزياء والملابس
نشأت الخلافات حول الملابس في إيران حتى عهد رضا شاه بهلوي الذي لعب دورًا كبيرًا في تغيير ملابس الشعب الإيراني. كان عهده ذروة تغيير مفاجئ في الملابس. حتى عام 1314، أصبحت قبعة بهلوي هي الموضة الإيرانية بسبب ضغوط الحكومة وأصبحت شائعة بين الناس. بعد ذلك بقليل، أصبحت قبعة Shapo شائعة. يعتبر اكتشاف الحجاب في إيران حدثًا مهمًا آخر حدث في نفس العام 1314. قبل هذا التغيير في الملابس الحكومية، كانت النساء الإيرانيات يستخدمن ملابس مثل الشادور الأسود والحجاب.
في الوقت نفسه، يوجد في طهران ماركات ملابس محلية وفعاليات أزياء. كان حدث أزياء هاكوبيان، في النصف الأول من خمسينيات القرن الثالث عشر، من أوائل أحداث الأزياء في طهران التي جذبت انتباه وسائل الإعلام الأجنبية الكبرى. أقيم حدث الأزياء هذا في فندق كونتيننتال في طهران، وكانت هذه هي المرة الأولى التي يقيم فيها مصمم أزياء إيراني عرض أزياء على هذا المستوى بشكل مستقل. جذب هذا الحدث انتباه وسائل الإعلام المحلية والأجنبية في ذلك الوقت. ونقلت وكالة رويترز للأنباء عن الحدث في الخارج وعلقت على بعض النماذج من العارضات المعروضة قائلة إن بعض العارضات مستوحاة من ملابس الثلاثينيات في أوروبا. قبل ثورة 1357، أقيمت أيضًا أحداث الأزياء والملابس الإيرانية في جزيرة كيش. لم تعد مهرجانات ملكة الجمال في إيران تقام بعد ثورة 1357، وأقيم آخر حفل لاختيار ملكة جمال إيرانية في هذا البلد عام 1357.

## الصراع مع رجال الدين
مع ظهور مملكة رضا شاه، أدركت المؤسسة الدينية الشيعية في إيران تدريجياً أنها لا تستطيع المشاركة في شؤون الدولة كما كان الحال في عهد القاجار. حصر رضا شاه رجال الدين في بلاده في مهامهم التقليدية، أي التعليم الديني وتلاوة الصلوات والاهتمام بالشريعة، ومن وجهة نظره كانت مؤسسة رجال الدين تدرب الملالي والملالي وتؤجج "الخرافات" من الناس. لكن مثل هذا الرأي من رضا شاه لاقى معارضة بين مجموعة من الطلاب وكانوا يأملون ذلك مع إعادة تنشيط حوزة قم تحت إدارة عبد الكريم حائري يزدي. مجتهد ومارجا شيعة النجف، الذين ذهبوا إلى قم، حصل رجال الدين الإيرانيون على منصب مرة أخرى. على الرغم من هذه التوقعات خلال تلك الفترة تجنبت الحائري يزدي التدخل في السياسة والاشتباك مع برامج رضا شاه الحداثية. بل إنه في بعض الحالات منع رجال الدين الإيرانيين من الاحتجاج على تصرفات رضا شاه. بشكل عام، كان رجال الدين الشيعة في العهد البهلوي الأول "هامشيًا".  وفقًا لتسنيم، "رأى الإمام الخميني سياسات رضا شاه المناهضة لرجال الدين تتماشى مع مصالح الدول الغربية". كما أعلنت هذه وسائل الإعلام أن "وصول رضا شاه إلى السلطة يمكن اعتباره بداية لقمع الأفكار الدينية والتقليدية في المجتمع الإيراني. في هذه الفترة، نشهد انخفاضًا في تأثير رجال الدين وتقييدًا لأنشطتهم في الشؤون السياسية والقانونية والاجتماعية والاقتصادية.

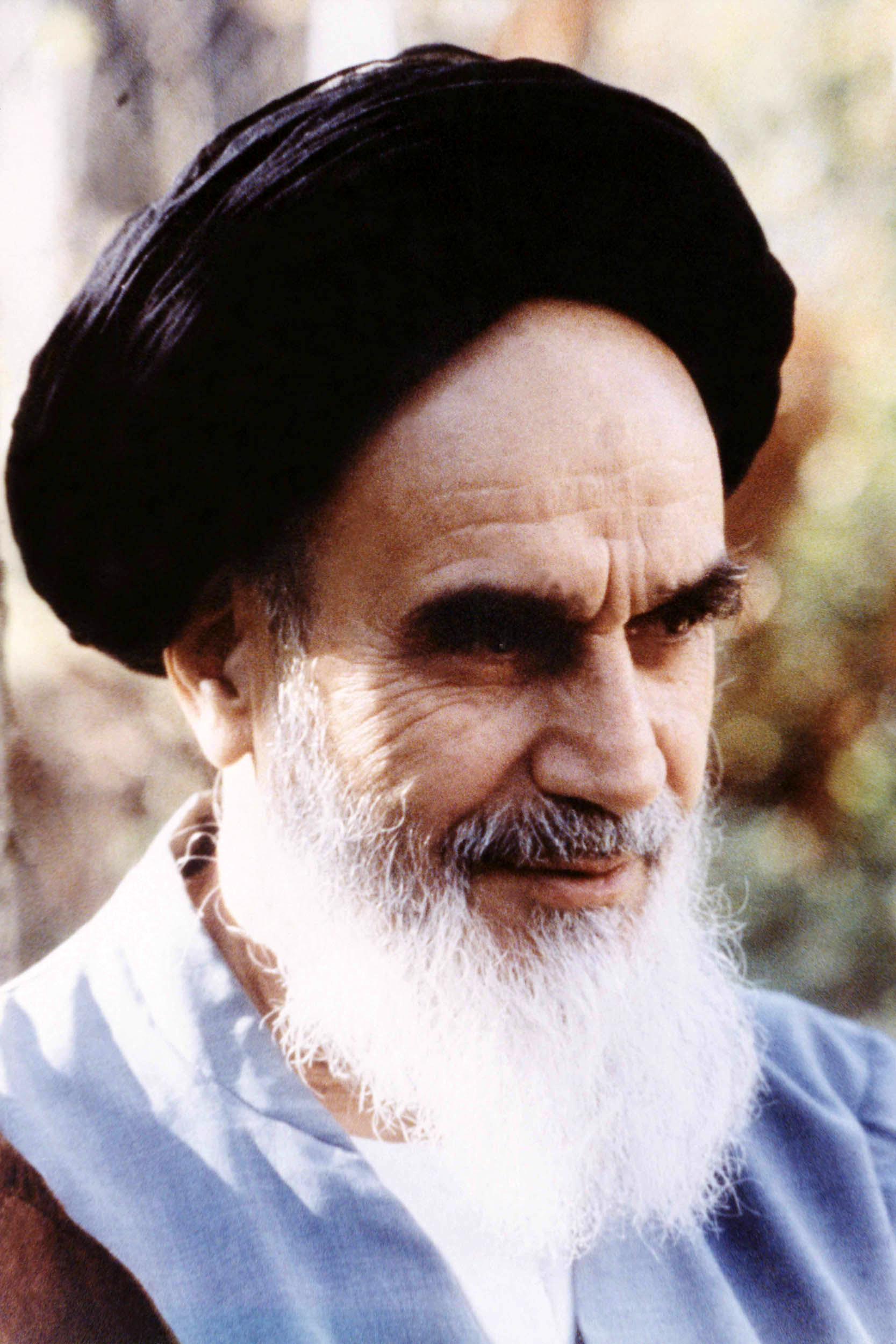
روح الله الخميني.

كانت العلاقة بين رجال الدين الشيعة وإمبراطورية الشاه مختلفة عن الحقبة السابقة (رضا شاه). بعد وجود الحلفاء في إيران وعلى الرغم من التيارات الانفصالية والتيارات اليسارية في الفكر، تصرف شاه إيران الجديد بنصيحة من حوله لتقريب رجال الدين من الملكية. باتباع هذا النهج، أعيد عدد من رجال الدين من المنفى، وكانت الخطوة المهمة التالية هي نقل السلطة الشيعية من النجف إلى إيران. كما تشير بعض التقارير إلى أنه تم استخدام رجال الدين لقمع بعض التيارات الانفصالية في البلاد على الرغم من عدم وجود تقرير رسمي. كانت أربعينيات القرن الثالث عشر والفترة الأولى من خمسينيات القرن الثالث عشر للمؤسسة الدينية الشيعية في إيران حقبة الاهتمام بـ «الإسلام السياسي» بدلاً من التعليم الديني والوعظ. تنفيذ برامج الحكومة الإيرانية مثل إصلاحات الأراضي ومنح حق الاقتراع للمرأة في هذا البلد والمظاهرات يوم 15 خرداد والتعامل مع رجال الدين الفرصة لرجال الدين في هذا البلد للاحتجاج على مخططات الملكية البهلوية. في وقت لاحق، كانت هذه الاحتجاجات هي التي تمكنت من إيصال المؤسسة الدينية الإيرانية إلى عتبة ثورة 1957. سلسلة الإجراءات التي قام بها محمد رضا شاه من عام 1354 ضد علماء المسلمين في حشد القوى الثورية للإطاحة بالشاه. من بين هذه الإجراءات يمكن إدراج ما يلي: تدمير سوق قديم حول مشهد، وإعلان التقويم الإمبراطوري بدلاً من التقويم الهجري الإسلامي، والاتفاق مع خطط تخفيض ميزانية جمشيد أموزغار لإلغاء الدعم الذي قدمه رئيس الوزراء السابق هودة. منذ عام 1344، كانت تدفع لرجال الدين (دعم تم دفعه لرجال الدين لتعويض انخفاض دخل الوقف الناتج عن تنفيذ المرحلة الثانية من إصلاحات الأراضي)، وكان آخر هذه السلسلة من الإجراءات هو النشر من مقال مهين بعنوان إيران والاستعمار الأحمر والأسود في جريدة الإعلام شبه الرسمية بتاريخ 7 يناير 1978 (17 يناير 1356) كان ضد الخميني. مقال ربما أعدته وزارة الإعلام. تم قمع المظاهرات العنيفة للطلاب المسلمين في قم. ثم تشكلت حركة الخميني الثورية الإسلامية وسلسلة من الاحتجاجات في فترات أربعين يومًا (تقليدًا لتقليد الحداد عند الشيعة). الخميني في مقابلة في 9 مايو 1978 (19 مايو 1357) مع صحيفة لوموند. وطالب بإسقاط نظام بهلوي والدستور الإيراني.
استمر الصراع الوثيق بين رجال الدين وقادة هذه الفترة بعد ثورة 1357. في عام 1358، بعد الثورة الإسلامية، قال رجل الدين الشيعي الصادق خلخالي، في محادثة مع وسائل الإعلام الإيرانية، في إشارة إلى ما قبل الثورة: "عندما تم إحضار جثة رضا خان، جهزنا البنزين لإشعاله، لكن للأسف حدث ذلك. لا يعمل."  صادق خلخالي، أول حاكم شرعي للمحاكم الثورية في جمهورية إيران الإسلامية، والذي أصدر أيضًا العديد من أحكام الإعدام لخدم الإمبراطورية البهلوية، قال في مذكراته عن تدمير قبر رضا شاه في مايو 1359: ذهبنا إلى مكتب الإمام الخميني أردنا أن نظهر له ولأصدقائه أنه لم يعد له جذور أو مؤسسات أو منازل في إيران ". تم ذلك بسؤال الخميني شخصيًا.

## الحواشي
1. ↑  بحكم القانون بين عامي 1925 و1979، وبحكم الأمر الواقع بين عامي 1941 و1953.
2. ↑  بحكم الأمر الواقع بين عامي 1925 و 1941 وكذلك بين عامي 1953 و 1979.
3. ↑  بحكم الأمر الواقع بين عامي 1925 و 1941 وكذلك بين عامي 1953 و 1979.[1]

### فهرست المراجع
بِاللُغتين العربيَّة والفارسيَّة
1. ↑  "Iran between Islamic Nationalism and Secularism" (بالإنجليزية). Archived from the original on 2024-12-08.
2. ↑  عبدالحفيظ، محمد سعد (11 ديسمبر 2022). "من الشاه إلى الفقيه.. «الحجاب» راية تمرد وعصيان على أنظمة إيران". مصر 360. مؤرشف من الأصل في 2024-04-16. اطلع عليه بتاريخ 2024-04-15.
3. ↑  أميري, أحمد (29 Oct 2014). "لماذا منع الشاهُ الحجاب؟!". مركز الاتحاد للأخبار (بar-AR). Archived from the original on 2024-12-10. Retrieved 2024-04-15.{{استشهاد ويب}}:  صيانة الاستشهاد: لغة غير مدعومة (link)
4. ↑  "إيران تواجه تمردا نسائيا على الحجاب". MEO. 7 ديسمبر 2022. مؤرشف من الأصل في 2023-05-06. اطلع عليه بتاريخ 2023-01-09.
5. ↑  "قصة الحجاب في إيران.. من إرث الشاه إلى شرطة العمائم". الجزيرة نت (بar-EG). Archived from the original on 2024-04-16. Retrieved 2024-04-15.{{استشهاد ويب}}:  صيانة الاستشهاد: لغة غير مدعومة (link)
6. ↑  خاص, الجزيرة نت-. "لماذا يتجدد جدل الحجاب في إيران كل عام؟". الجزيرة نت (بar-EG). Archived from the original on 2024-04-16. Retrieved 2024-04-15.{{استشهاد ويب}}:  صيانة الاستشهاد: لغة غير مدعومة (link)
7. ↑  Medfeminiswiya، Contributor with (30 يناير 2023). "تاريخ الإيرانيات مع الحجاب: من المنع إلى الفرض وما بينهما". Medfeminiswiya. مؤرشف من الأصل في 2023-06-10. اطلع عليه بتاريخ 2024-04-15. {{استشهاد ويب}}: |الأول= باسم عام (مساعدة)
8. ↑  "ارفع صوتك | في يناير 1936، أصدر الشاه رضا بهلوي مرسومًا بمنع النساء من ارتداء الحجاب. وفي مارس 1979، أصدر الخميني مرسومًا بفرض الحجاب على النساء. هل تعتقد أن من حق الدولة فرض الحجاب أو منعه؟". موقع نبض. اطلع عليه بتاريخ 2024-04-15.
9. ↑  "إيران تواجه تمردا نسائيا على الحجاب". MEO. 7 ديسمبر 2022. مؤرشف من الأصل في 2023-05-06. اطلع عليه بتاريخ 2024-04-15.
10. ↑  "مع تخلي المزيد من الإيرانيات عن الحجاب.. السلطات توسع حملة التهديد والملاحقة | الحرة". www.alhurra.com. مؤرشف من الأصل في 2023-05-22. اطلع عليه بتاريخ 2024-04-15.
11. ↑  "كيف يتغير حجاب الإيرانيات بتغير الأنظمة الحاكمة؟ | منشور". Manshoor. 7 سبتمبر 2017. مؤرشف من الأصل في 2023-12-09. اطلع عليه بتاريخ 2024-04-15.
12. ↑  swissinfo.ch, S. W. I. (28 Sep 2022). "نجل شاه إيران الراحل يشيد بتظاهرات "من أجل النساء"". SWI swissinfo.ch (بar-AE). Archived from the original on 2024-08-15. Retrieved 2024-04-15.{{استشهاد ويب}}:  صيانة الاستشهاد: لغة غير مدعومة (link)
13. ↑  "حقل الدرة والأطماع لا تتغير". مؤرشف من الأصل في 2022-11-26. اطلع عليه بتاريخ 2022-11-26.
14. ↑  "إيران و«الإخوان»: الجذور الآيديولوجية للشراكة (الحلقة 2): «الإخوان».. من طهران إلى القاهرة وبالعكس". مؤرشف من الأصل في 2022-11-26. اطلع عليه بتاريخ 2022-11-26.
15. ↑  "ضجروا من رجال الدّين... هل يبحث الإيرانيّون عن نظام علماني؟". مؤرشف من الأصل في 2022-04-11. اطلع عليه بتاريخ 2022-11-26.
16. ↑  محمود شاكر (1416 هـ). التاريخ الإسلامي. التاريخ المعاصر، إيران وأفغانستان. المكتب الإسلامي. ص 26 - 27
17. 1 2  الطوخي، نبيل السيد (1 يوليو 2019). ""زواج الأميرة فوزية من شاه إيران 1939-1948"". التاريخ والمستقبل. ج. 33 ع. 6: 228–262. DOI:10.21608/hfj.2019.144935. ISSN:2682-4604. مؤرشف من الأصل في 2022-11-19.
18. ↑  الفصل الثاني عشر. التطبيق المؤقت للمعاهدات. UN. 29 يوليو 2020. ص. 245–249. ISBN:978-92-1-004937-5. مؤرشف من الأصل في 2022-11-19.
19. ↑  برابح، محمد الشيخ؛ سحوان، عطاء الله (2017). "إشكالية الثقافة في العلاقات التاريخية بين الحضارات:, تحليل سوسيولوجي لإشكالية التفاعلات الحوارية والصراعية بين الحضارات ذات الأسس الثقافية المتباينة". مجلة العلوم الانسانية: 811. DOI:10.37136/1003-000-048-098. مؤرشف من الأصل في 2022-11-03.
20. ↑  "المجلد الثاني- العدد الرابع- الجزء الثاني کاملا". بحوث و دراسات الطفولة. ج. 2 ع. 2: 935–1888. 1 ديسمبر 2020. DOI:10.21608/rsch.2020.122886. ISSN:2682-2040. مؤرشف من الأصل في 2022-11-03.
21. 1 2  الحميداوي، حيدر عبدالواحد ناصر (2016). "المصالح الأمريكية الاقتصادية في إيران خلال عهد رضا شاه بهلوي 1925 - 1941". مجلة دراسات تاريخية: 211. DOI:10.33762/0967-000-021-007. مؤرشف من الأصل في 2022-11-03.
22. ↑  مرشد، عارف عادل (2015). "تاريخ إيران الحديثة". مجلة دراسات شرق أوسطية. ج. 18 ع. 70: 141–147. DOI:10.12816/0011023. ISSN:1811-8208. مؤرشف من الأصل في 2022-11-03.
23. 1 2 3 4 5 6  نادر افغان جلد اول : که مشتمل براجمات حیات اعیلحضرت محمد نادرشاه از ولادت تا بدو سلطنت میباشد / مؤلف برهان الدین کشلکی. University of Arizona Libraries. 1931. مؤرشف من الأصل في 2022-11-26.
24. ↑  محاذ، جلد دوم شماره اول (PDF). University of Arizona Libraries. 2000. مؤرشف من الأصل في 2022-11-03.
25. ↑  ای بهار مسال برای چه کسی میایی / نوشته عبدالقیوم ملکزاد (PDF). University of Arizona Libraries. 1988. مؤرشف من الأصل في 2022-11-03.
26. 1 2  افغانستان در شاهنامه : شاهنامه در خراسان یا شاهنامه در آریانا / متن اشعار از ابوالقاسم فردوسی؛ اقتباس، تحلیل، تعبیر، تفسیر از احمد علی کهزاد (PDF). Afghanistan Centre at Kabul University. 1976. مؤرشف من الأصل في 2022-11-03.
27. ↑  آخرین طناب / امیر عشیری (PDF). Afghanistan Centre at Kabul University. 1991. مؤرشف من الأصل في 2022-11-03.
28. 1 2  صادق، نادية؛ صادق، نادية؛ صادق، نادية؛ صادق، نادية (2018). "ملخص مذكرة لنيل شهادة الماستر أكاديمي تخصص قانون أحوال شخصية: إشكالات تنازع القوانين في الحضانة بين التشريعات العربية والاجتهاد القضائي". مجلة جيل حقوق الإنسان: 119. DOI:10.33685/1318-000-032-005. مؤرشف من الأصل في 2022-11-03.
29. ↑  رشد عاطفی و هیجانی در کودکان : از تولد تا سه سالگی : (PDF). Afghanistan Centre at Kabul University. 2011. مؤرشف من الأصل في 2022-11-03.

بِلُغاتٍ أوروبيَّة
1. ↑  "Iranian Empire (Pahlavi dynasty): Imperial standards". مؤرشف من الأصل في 2017-07-04. اطلع عليه بتاريخ 2012-10-06.
2. ↑  "Iran marks Islamic Republic Day". Press TV. 1 أبريل 2013. مؤرشف من الأصل في 2015-10-30. اطلع عليه بتاريخ 2013-09-21.
3. ↑  Jessup، John E. (1989). A Chronology of Conflict and Resolution, 1945–1985. New York: Greenwood Press. ISBN:0-313-24308-5. مؤرشف من الأصل في 2022-06-07.
4. ↑  Michael Coleman (30 يوليو 2013). "Son of Iran's Last Shah: 'I Am My Own Man'". The Washington Diplomat. مؤرشف من الأصل في 2017-06-29. اطلع عليه بتاريخ 2013-09-21.
5. ↑  "Iran - Rise of Reza Khan | Britannica". web.archive.org. 26 يناير 2021. مؤرشف من الأصل في 2021-01-26. اطلع عليه بتاريخ 2022-11-03.{{استشهاد ويب}}:  صيانة الاستشهاد: BOT: original URL status unknown (link)
6. ↑  Chapter 9: Mathematical Background For part II. Philadelphia, PA: Society for Industrial and Applied Mathematics. 12 فبراير 2016. ص. 115–140. مؤرشف من الأصل في 2018-06-01.
7. ↑  Chapter 15. CRC Press. 19 أبريل 2016. ص. 454–489. ISBN:978-0-429-11657-5. مؤرشف من الأصل في 2022-11-19.
8. ↑  "IRAN ii. IRANIAN HISTORY (2) Islamic period (p – Encyclopaedia Iranica". web.archive.org. 29 أبريل 2021. مؤرشف من الأصل في 2021-04-29. اطلع عليه بتاريخ 2022-11-03.{{استشهاد ويب}}:  صيانة الاستشهاد: BOT: original URL status unknown (link)
9. ↑  Alekseenko، I. F. (1975-09). "[Fractional identification of proteins of erythrocyte hemolysate subjected to disc electrophoresis in polyacrylamide gel]". Zdravookhranenie Kirgizii ع. 5: 35–36. ISSN:0132-8867. PMID:1939. مؤرشف من الأصل في 3 نوفمبر 2022. {{استشهاد بدورية محكمة}}: تحقق من التاريخ في: |تاريخ= (مساعدة)
10. ↑  Amin (13 يوليو 2021). The Rise and Fall of the Shah. Princeton University Press. ISBN:978-1-4008-3307-8. مؤرشف من الأصل في 2022-11-19.
11. ↑  Amin (10 أكتوبر 1991). IRANIAN FOREIGN POLICY, 1921–1979. Cambridge University Press. ص. 426–456. مؤرشف من الأصل في 2022-11-03.
12. ↑  Rich، Jeremy (17 سبتمبر 2020). "Gillespie, Marcia Ann". African American Studies Center. Oxford University Press. مؤرشف من الأصل في 2022-11-19.
13. ↑  Abdulghani، Jasim (27 أبريل 2012). "Iraq and Iran (RLE Iran A)". DOI:10.4324/9780203832141. مؤرشف من الأصل في 2022-11-03. {{استشهاد بدورية محكمة}}: الاستشهاد بدورية محكمة يطلب |دورية محكمة= (مساعدة)
14. ↑  Martin Luther King Jr.'s Nobel Prize Address (1964). Oxford University Press. 30 سبتمبر 2009. مؤرشف من الأصل في 2022-11-03.
15. ↑  Alidad (2008). Iran and its place among nations. Westport, Conn.: Praeger. ISBN:978-0-275-99927-8. OCLC:191848108. مؤرشف من الأصل في 2022-11-09.
16. ↑  Avery، P.؛ Hambly، G. R. G.؛ Melville، C.، المحررون (10 أكتوبر 1991). "The Cambridge History of Iran". DOI:10.1017/chol9780521200950. مؤرشف من الأصل في 2022-11-03. {{استشهاد بدورية محكمة}}: الاستشهاد بدورية محكمة يطلب |دورية محكمة= (مساعدة)